# George Patton
Pour les articles homonymes, voir Patton.
George Smith Patton, Jr., né le 11 novembre 1885 à San Marino (Californie) aux États-Unis et mort le 21 décembre 1945 à Heidelberg en Allemagne, est un général « quatre étoiles » de l'Armée de terre américaine qui a notamment commandé la 7e puis la 3e armée américaine sur le théâtre européen des opérations de la Seconde Guerre mondiale.
Né en 1885 dans une famille aisée ayant une forte tradition militaire, Patton étudie à l'institut militaire de Virginie puis à l'académie militaire de West Point.
Il fait partie de l'équipe américaine de pentathlon moderne aux Jeux olympiques de 1912 ; féru d’escrime, il conçoit ensuite un sabre de cavalerie de qualité — modèle 1913 — destiné à l'armée, mais qui s'est avéré peu utilisé par la suite, car les méthodes de guerre ont évolué rapidement au cours de cette période. En 1916, Patton participe aux combats de l'expédition punitive contre Pancho Villa au Mexique dans l'un des premiers exemples de guerre mécanisée. Il rejoint ensuite le corps blindé de la force expéditionnaire américaine qui participe aux combats sur le front de l'Ouest de la Première Guerre mondiale, après l'entrée en guerre des États-Unis en 1917.
Entre les deux guerres mondiales, Patton est l'un des principaux partisans de l'introduction des techniques de la guerre mécanisée dans l'armée américaine et il exerce diverses fonctions administratives militaires sur le territoire américain. Ayant gravi les échelons de la hiérarchie, il est à la tête de la 2e division blindée au moment de l'entrée en guerre des États-Unis fin 1941.
Patton mène les troupes américaines lors de l'opération Torch au Maroc en 1942 et, sous son commandement efficace, le 2e corps d'armée démoralisé recouvre sa cohésion au cours de la campagne de Tunisie. Il commande la 7e armée lors de l'invasion de la Sicile et devance les troupes britanniques de Montgomery, en arrivant le premier à Messine. Il est néanmoins impliqué dans une controverse après avoir giflé deux de ses hommes souffrant de stress post-traumatique et est temporairement relevé de son commandement.
Craint de l’ennemi, Patton est affecté à une vaste opération de désinformation destinée à tromper les Allemands sur le lieu exact de l'attaque alliée qui doit avoir lieu en Normandie début juin 1944. À l'issue du débarquement, il est réaffecté en juillet à la tête de la 3e armée qui intervient dans la bataille de Normandie et il mène une offensive éclair jusqu'en Lorraine. Il se porte au secours des troupes américaines encerclées à Bastogne durant la bataille des Ardennes et entre en Allemagne au printemps 1945.
À la fin de la guerre, il est nommé gouverneur militaire de Bavière avant d'être relevé de ses fonctions et affecté au commandement de la 15e armée stationnée dans l'Allemagne occupée. Il est victime d'un accident de la route, alors qu'il est assis à l'arrière de sa berline qui heurte un camion militaire le 9 décembre 1945 : il succombe à ses blessures douze jours plus tard dans l'hôpital de Heidelberg.
Le caractère pittoresque et énergique de Patton, ainsi que ses succès militaires ont parfois éclipsé ses déclarations maladroites à la presse.
Sa philosophie de commander depuis le front et d'encourager ses hommes avec des discours comportant des grossièretés apparentes — « On ne vous demande pas de mourir pour votre pays, mais que le salaud d'en face meure pour le sien » — a néanmoins entraîné l'apparition de nouvelles méthodes de commandement au sein du corps des officiers de l'Armée américaine.
De même, ses tactiques basées sur des offensives rapides et percutantes se sont traduites par le développement de nouvelles doctrines de combat dans le domaine de la guerre mécanisée. Si les opinions des commandants alliés à son sujet étaient souvent mitigées, il était tenu en haute estime par ses adversaires allemands.
Le film Patton de 1970 a remporté sept oscars et a contribué à faire de lui un héros populaire américain.

## Biographie

### Jeunesse
George Smith Patton Jr. est né le 11 novembre 1885, dans le ranch familial à ce qui est aujourd'hui San Marino en Californie. Il était le fils de Ruth Patton (née Wilson) et de George Smith Patton Sr. et avait une sœur cadette, Anne (1887-1971). La famille était d'ascendance irlando-écossaise et anglaise et avait une forte tradition militaire. Son grand-père paternel, George Smith Patton, commandait le 22e régiment d'infanterie de Virginie durant la guerre de Sécession et fut tué lors de la bataille d'Opequon tandis que son grand-oncle, Waller Tazewell Patton, perdit la vie à la bataille de Gettysburg. Parmi ses ancêtres figurait également Hugh Mercer mort pendant la bataille de Princeton durant la guerre d'indépendance américaine. Le père de Patton avait été diplômé de l'institut militaire de Virginie mais avait abandonné la carrière militaire pour devenir avocat puis procureur du comté de Los Angeles. Du côté de sa mère, Patton était le petit-fils de Benjamin Davis Wilson qui avait été un commerçant prospère et maire de Los Angeles. Les affaires de la famille étaient florissantes et Patton passa une enfance agréable sur les 810 ha de la propriété familiale.

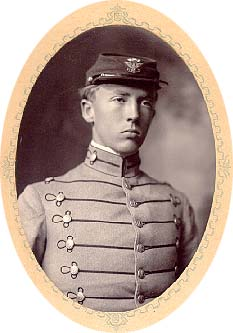
Patton à l'institut militaire de Virginie en 1907.

Dans sa jeunesse, Patton eut des difficultés pour apprendre à lire et à écrire mais parvint à surmonter ce handicap et devint un lecteur avide à l'âge adulte. Il fut éduqué par un précepteur jusqu'à l'âge de onze ans avant de rejoindre l'école privée Stephen Clark's School for Boys à Pasadena où il étudia pendant six ans. Patton fut décrit comme un garçon intelligent passionné par l'histoire militaire et les exploits de Jules César, de Jeanne d'Arc, de Napoléon Bonaparte, de Scipion l'Africain et de John Singleton Mosby, un ami de la famille. Il était également un cavalier émérite. Durant un voyage en famille sur l'île Santa Catalina à l'été 1902, Patton rencontra Beatrice Banning Ayer (1886-1953), la fille de l'industriel bostonien Frederick Ayer. Ils se marièrent le 26 mai 1910 à Beverly dans le Massachusetts. Ils eurent trois enfants : Beatrice Smith (1911-1952), Ruth Ellen (1915-1993) et George Patton IV (1923-2004).
Patton n'envisagea jamais sérieusement une carrière autre que militaire et en 1902, il écrivit une lettre au sénateur Thomas R. Bard pour qu'il soutienne sa candidature à l'académie militaire de West Point. Bard lui demanda de réussir un examen d'entrée et Patton, craignant de ne pas le réussir, s'inscrivit à plusieurs universités ayant un programme du Reserve Officers Training Corps. Il fut admis à l'université de Princeton mais rejoignit finalement l'institut militaire de Virginie où il étudia de 1903 à 1904. Malgré ses difficultés en lecture et en écriture, ses performances exceptionnelles lors des défilés lui valurent l'admiration de ses camarades et le respect des étudiants plus âgés. Le 3 mars 1904, Patton réussit le concours d'entrée et Bard soutint son admission à West Point.
Patton s'habitua facilement à la routine de West Point mais ses résultats étaient mauvais et il fut obligé de redoubler sa première année. Il étudia pendant tout l'été et ses performances s'améliorèrent sensiblement l'année suivante. Tout au long de ses études à l'académie, Patton excella lors des exercices militaires mais ses résultats académiques restèrent moyens. Il fut cadet sergent-major en troisième année et cadet adjudant en quatrième année. Il rejoignit l'équipe de football américain mais abandonna après s'être blessé au bras. Il s'essaya alors à l'athlétisme et à l'escrime et devint rapidement l'un des meilleurs sabreurs de l'académie. Patton arriva 46e de sa promotion de 103 élèves et devint sous-lieutenant de cavalerie le 11 juin 1909.

### Jeune officier
La première affectation de Patton fut au sein du 15e régiment de cavalerie à Fort Sheridan dans l'Illinois où son caractère énergique fut remarqué par ses supérieurs. À la fin de l'année 1911, Patton et sa famille furent transférés à Fort Myers en Virginie, où la plupart des officiers supérieurs de l'armée étaient stationnés. S'étant lié d'amitié avec le secrétaire à la Guerre Henry L. Stimson, Patton l'assista dans ses fonctions officielles en plus de ses activités de quartier-maître auprès de ses hommes.

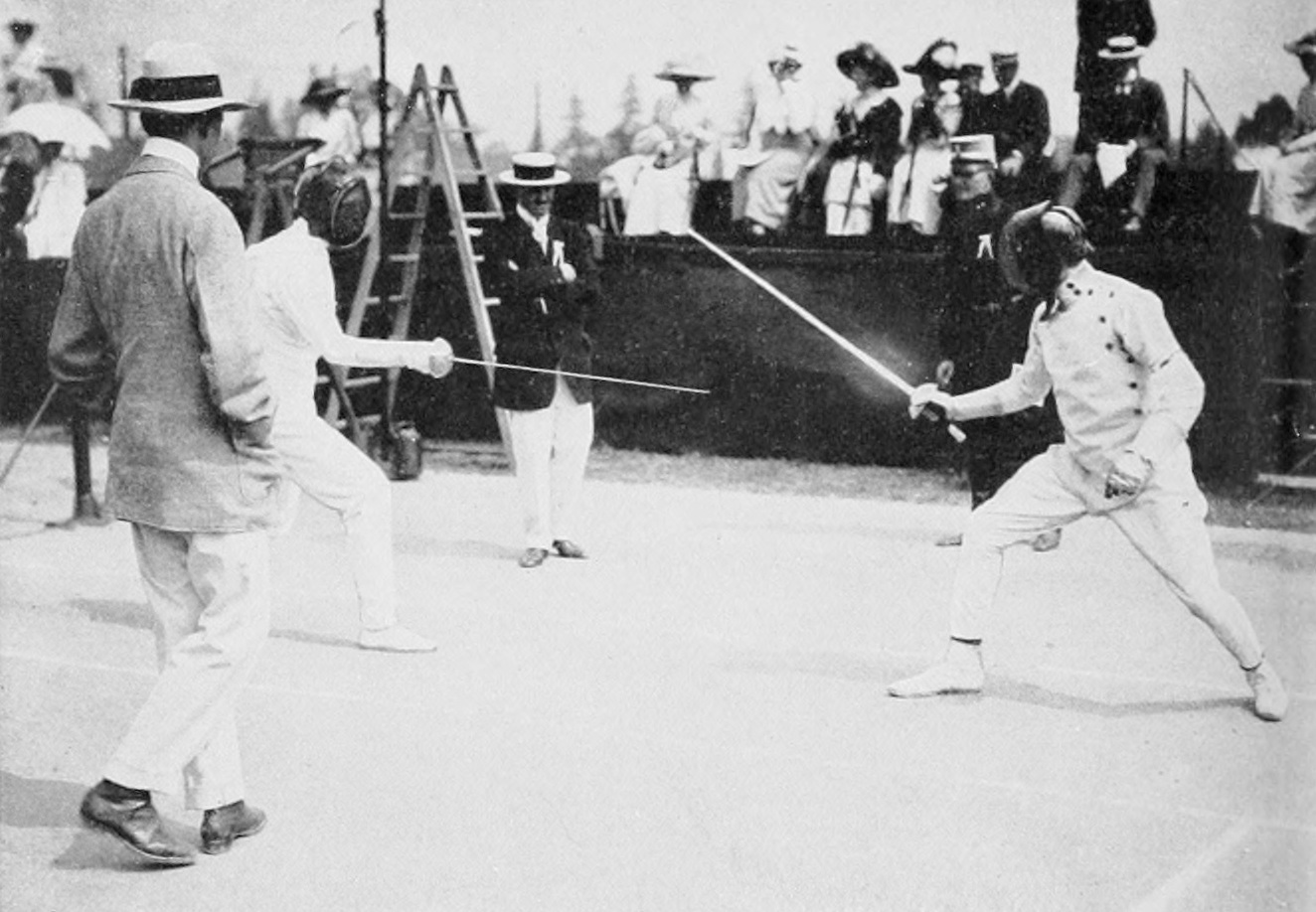
Épreuve d'escrime entre Patton et le Français Jean de Mas Latrie lors des Jeux olympiques de 1912.

Grâce à ses talents en course à pied et en escrime, Patton fut sélectionné pour participer aux épreuves de pentathlon moderne aux Jeux olympiques de 1912 organisés à Stockholm en Suède. Sur les 42 concurrents, Patton arriva 9e en escrime, 3e en saut d'obstacles, 7e en natation, 21e en tir au pistolet, 15e en course à pied et arriva donc à la 5e place au classement final. Il y eut une certaine controverse quant à la performance de Patton au tir au pistolet. Il utilisa un calibre .38 alors que la plupart de ses concurrents utilisaient un calibre .22 plus petit. Patton avança que ses premiers tirs avaient fait des trous tellement grands dans le papier que certaines balles passèrent au travers lors des tirs suivants ; les juges considérèrent cependant qu'il avait raté la cible. Les compétitions actuelles de ce niveau utilisent fréquemment des arrière-plans mobiles pour pouvoir contrôler si des balles passent à travers le même trou,. Si cette affirmation était correcte, Patton aurait certainement remporté une médaille olympique mais la décision des juges fut confirmée.

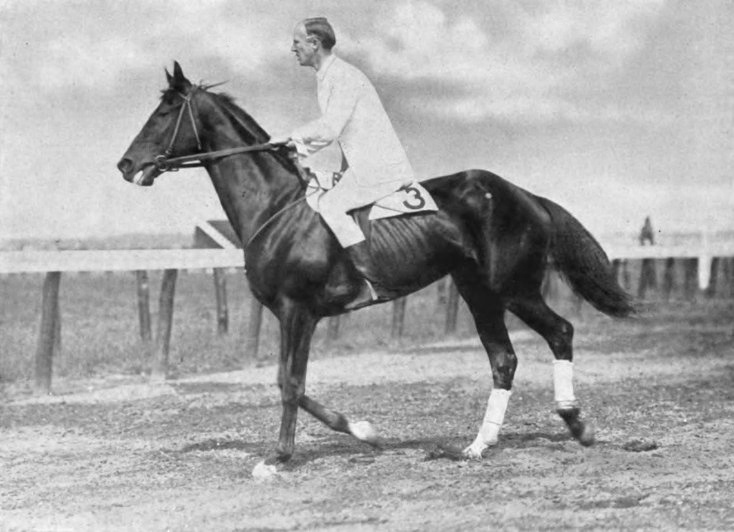
Patton avec son cheval Wooltex en 1914.

Après les Jeux olympiques, Patton se rendit à l'école de cavalerie de Saumur (en France) où il apprit de nouvelles techniques d'escrime avec Charles Cléry, un instructeur du Cadre noir. Fort de cet enseignement, Patton modifia la doctrine du combat au sabre pour la cavalerie à son retour à Fort Myers pour mettre l'accent sur l'estoc plutôt que sur la taille. Il fut temporairement affecté au bureau du chef d'état-major de l'armée pour concevoir un sabre droit et non plus courbé destiné à cette nouvelle utilisation. 20 000 exemplaires de ce sabre de cavalerie modèle 1913, communément appelé « sabre Patton », furent commandés en 1913. Patton retourna à Saumur pour recevoir de nouveaux enseignements et intégra l'école de cavalerie de Fort Riley dans le Kansas où il fut à la fois élève et instructeur et enseigna ses techniques à d'autres officiers de cavalerie souvent plus gradés que lui. Patton fut diplômé en juin 1915 et devait initialement rejoindre le 15e régiment de cavalerie en partance pour les Philippines. Craignant qu'il ne s'agisse d'une voie de garage pour sa carrière, Patton se rendit à Washington durant une permission de onze jours pour convaincre des amis influents d'obtenir son affectation au sein du 8e régiment de cavalerie de Fort Bliss au Texas car il anticipait que l'instabilité au Mexique allait déboucher sur une guerre civile. Dans le même temps, il fut sélectionné pour participer aux Jeux olympiques de 1916 mais l'événement fut annulé du fait de la Première Guerre mondiale.

### Expédition punitive

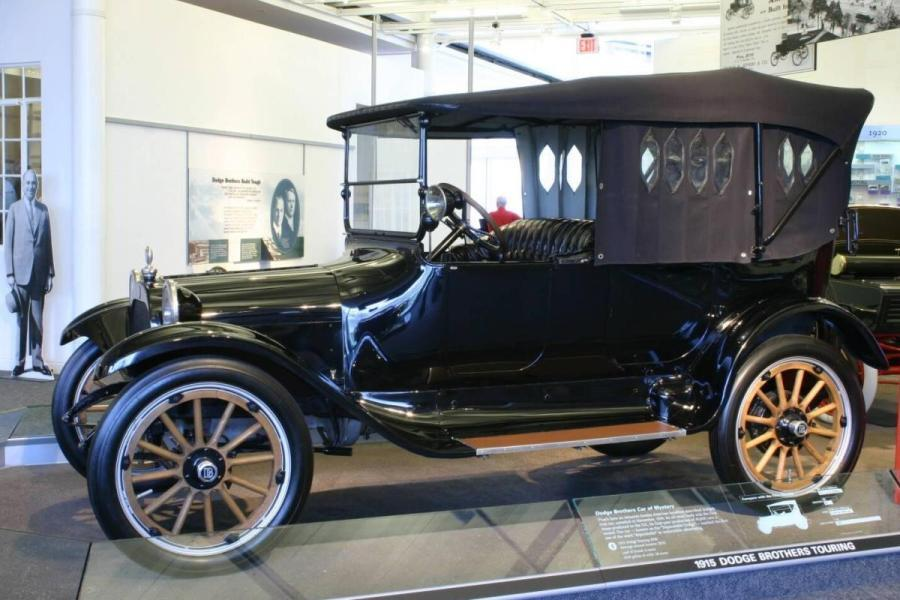
Une Dodge modèle 30-35 de 1915 au musée Walter P. Chrysler dans le Michigan. Patton et ses hommes utilisaient ce type de véhicule lors de leurs patrouilles au Mexique en 1916.

En 1915, Patton fut affecté à des missions de surveillance de la frontière avec le Mexique dans une compagnie du 8e régiment de cavalerie basé à Sierra Blanca au Texas,. Durant son séjour dans cette ville agitée, Patton prit l'habitude de porter son Colt .45 à la ceinture plutôt que dans son étui pour imiter l'image des cow-boys. Alors qu'il se trouvait dans un bar, l'arme tira accidentellement et Patton l'échangea contre un Colt Single Action Army avec une crosse en ivoire ; il conserva ce révolver jusqu'à sa mort et elle devint l'un des éléments caractéristiques de son image. Il fut brièvement affecté à Fort Leonard Wood dans le Missouri à la fin de l'année 1915.
Alors que le Mexique sombrait dans la guerre civile, des forces mexicaines loyales à Pancho Villa franchirent la frontière avec le Nouveau-Mexique et attaquèrent la ville de Columbus en représailles pour l'arrêt des livraisons d'armes et de fournitures par le gouvernement américain. Les combats firent plusieurs dizaines de morts et les États-Unis lancèrent une expédition punitive contre Villa. Déçu d'apprendre que son unité n'y participerait pas, Patton implora le commandant de l'expédition, le major-général John Pershing, et ce dernier en fit son aide de camp. Patton pourrait donc jouer un rôle dans la campagne et son impatience et son application impressionnèrent Pershing,. Le jeune officier développa son style de commandement fort et offensif en s'inspirant de celui de Pershing qui préférait commander depuis le front,. En tant qu'aide de camp, Patton supervisa la logistique de l'opération et servait d'estafette personnelle au général.
Au milieu du mois d'avril, Patton sollicita Pershing pour obtenir des fonctions de commandement et fut affecté à la troupe C du 13e régiment de cavalerie qui pourchassait Villa et ses subordonnés. Le baptême du feu de Patton eut lieu le 14 mai 1916 dans ce qui fut la première attaque motorisée de l'histoire militaire américaine. À la tête d'une force composée de dix soldats du 6e régiment d'infanterie et de deux guides civils à bord de trois torpédos Dodge, il surprit et tua trois hommes de Villa qui cherchaient du ravitaillement ; parmi eux figurait Julio Cárdenas, le commandant en second de Villa,. On ne sait pas précisément si Patton tua personnellement l'un des trois hommes mais il fut affirmé qu'il avait blessé les trois. Il fut félicité par Pershing et célébré par la presse comme un « tueur de bandit, ». Il fut promu first lieutenant le 23 mai 1916 alors qu'il appartenait au 10e régiment de cavalerie. Patton resta au Mexique jusqu'à la fin de l'année mais la poursuite des opérations fut entravée par des considérations politiques. Le président Woodrow Wilson interdit les poursuites loin au sud de la frontière et les forces expéditionnaires sur place restèrent dans leurs campements une grande partie du temps. En octobre, Patton se rendit brièvement en Californie après avoir été brûlé lors de l'explosion d'une lampe à pétrole. Il quitta définitivement l'expédition en février 1917.

### Première Guerre mondiale

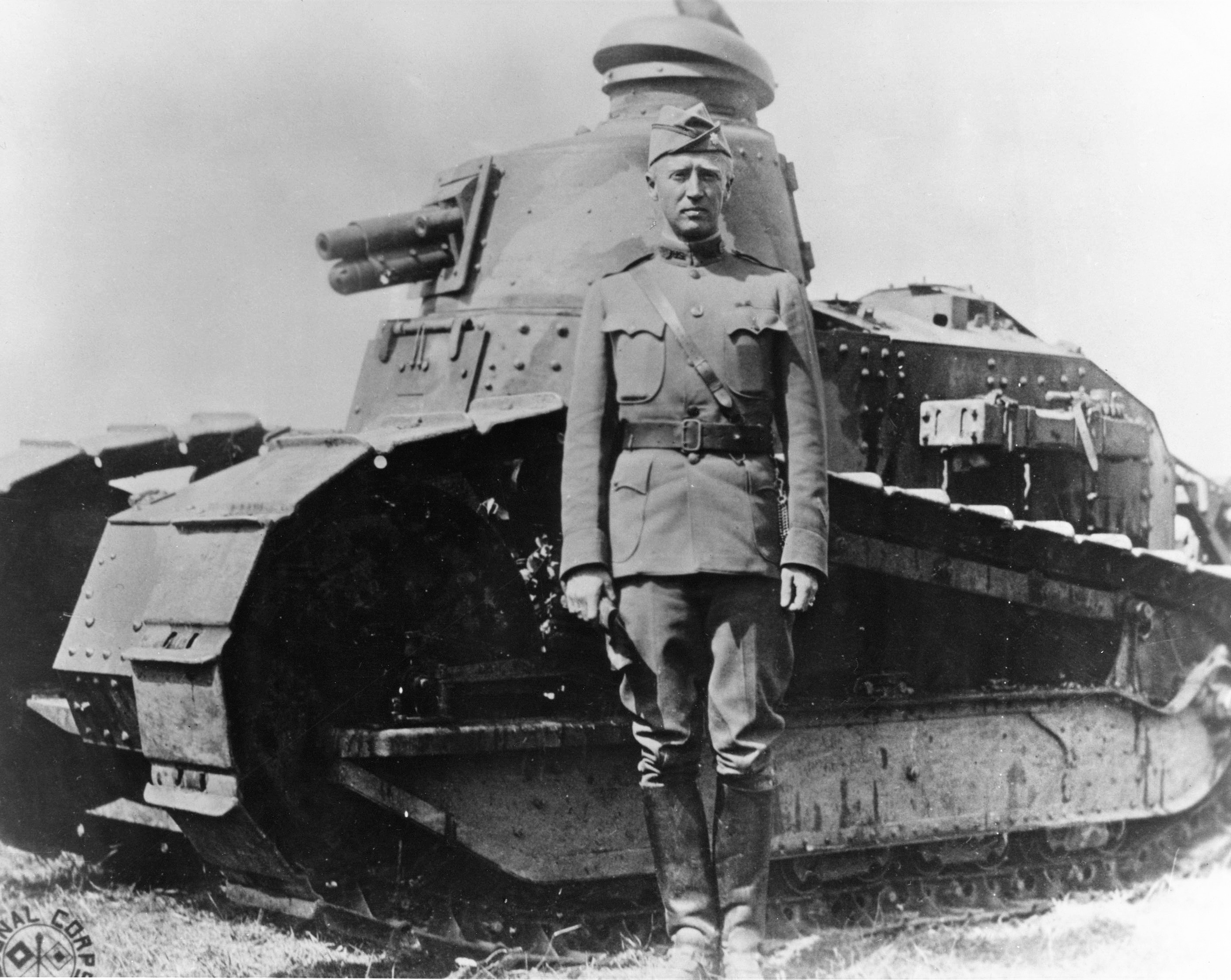
Patton devant un char Renault FT en 1918 en France.

Après l'expédition, Patton fut initialement affecté à Front Royal en Virginie pour superviser l'acquisition de chevaux pour l'armée. À la suite de l'entrée en guerre des États-Unis contre les empires centraux en avril et la nomination de Pershing à la tête de la force expéditionnaire américaine, Patton demanda à rejoindre son état-major. Il fut promu capitaine le 15 mai 1917 et embarqua pour l'Europe le 28 mai avant d'arriver à Liverpool le 8 juin. Devenu l'assistant personnel de Pershing, Patton supervisa l'entraînement des troupes américaines à Paris en septembre avant d'être affecté au commandement du quartier-général de la base de Chaumont. Il n'appréciait pas cette fonction et commença à s'intéresser aux chars d'assaut alors que Pershing songeait à lui donner le commandement d'un bataillon d'infanterie. Alors qu'il était hospitalisé pour un ictère, il rencontra le colonel Fox Conner qui l'encouragea à poursuivre dans cette voie.
Le 10 novembre 1917, Patton reçut l'ordre d'établir l'école des blindés légers de la force expéditionnaire. Il quitta Paris et rejoignit le camp d'entraînement de l'armée française à Champlieu près d'Orrouy (Oise) où il conduisit un char léger Renault FT pour tester sa capacité à franchir les tranchées. Il visita également une usine Renault pour voir la fabrication des blindés. Le 20 novembre, les Britanniques lancèrent ce qui était alors la plus grande offensive de chars de la guerre près de Cambrai. Dix jours plus tard, Patton se rendit à Albert à environ 50 km de Cambrai pour être informé des résultats de l'attaque par John Frederick Charles Fuller, le commandant britannique du Royal Tank Regiment. Patton fut promu major le 26 janvier 1918 et reçut le 23 mars, les dix premiers chars de son école à Bourg, petit village près de Langres où est installée l'école de chars légers de l'armée américaine. Étant le seul soldat ayant une expérience de la conduite de ces engins, Patton descendit personnellement sept chars du train qui les avait transportés. À son poste, Patton entraîna les équipages des chars à opérer en soutien de l'infanterie et défendit son usage auprès des officiers réticents. Il fut promu lieutenant-colonel le 3 avril.
En août 1918, il fut placé à la tête de la 1re brigade provisoire de chars qui fut renommée 304e brigade de chars le 6 novembre. Cette unité appartenait au corps blindé du colonel Samuel Rockenbach opérant au sein de la 1re armée américaine. Supervisant la logistique des blindés dans leur première utilisation par des forces américaines et menant personnellement des reconnaissances en prévision de l'attaque, Patton ordonna qu'aucun char américain ne devait se rendre,. Il commanda les équipages américains des chars Renault FT à la bataille de Saint-Mihiel depuis le front durant la plus grande partie de l'offensive qui commença le 12 septembre. Il marcha devant les chars dans le village d'Essey-et-Maizerais occupé par les Allemands et monta sur un char durant l'attaque sur Pannes pour encourager ses hommes.
La brigade de Patton fut ensuite redéployée pour soutenir le 1er corps américain durant l'offensive Meuse-Argonne du 26 septembre. Il commanda un détachement de chars dans un épais brouillard alors qu'il progressait de 8 km dans les lignes allemandes. Vers 9 h, Patton fut blessé à la jambe gauche alors qu'il menait l'attaque d'une position de mitrailleuses allemandes avec six hommes et un char près de la ville de Cheppy,. Il fut secouru par Joe Angelo, un première-classe aide-soignant, qui reçut par la suite une Distinguished Service Cross pour cette action. Patton continua de commander ses hommes, par l'intermédiaire de Joe Angelo, depuis un trou d'obus pendant une heure avant d'être évacué. Il s'arrêta à un poste de commandement à l'arrière pour soumettre son rapport avant d'être emmené à l'hôpital ; Sereno E. Brett, commandant du 326e bataillon de chars, assuma le commandement de la brigade en son absence. Alors qu'il récupérait de ses blessures, Patton fut promu colonel le 17 octobre. Il retourna sur le front le 28 mais ne participa pas à d'autres combats avant l'armistice du 11 novembre 1918. Pour ses actions à Cheppy, Patton obtint la Distinguished Service Cross. Il reçut également la Purple Heart pour ses blessures après la création de cette décoration en 1932.

### Entre-deux-guerres

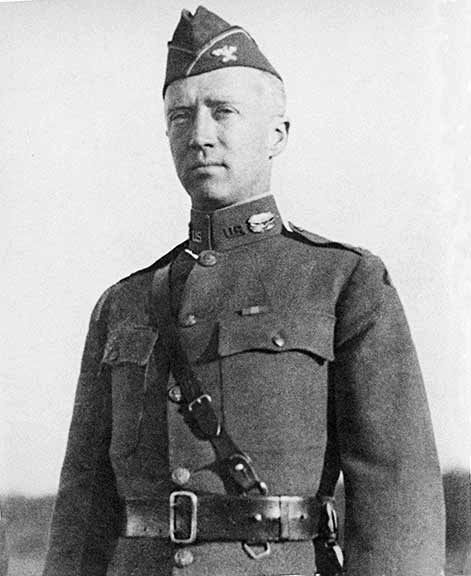
Patton au grade temporaire de colonel à Fort Meade dans le Maryland en 1919.

Patton quitta la France pour New York le 2 mars 1919. Après la guerre, il fut assigné à Fort Meade, dans le Maryland, et ramené à son rang permanent de capitaine le 30 juin 1920 même s'il fut à nouveau promu major le lendemain. Il rejoignit à Washington un comité chargé de rédiger un manuel sur l'utilisation des chars d'assaut. Il commença à développer l'idée que les blindés devaient former un groupe de combat indépendant et non plus opérer uniquement en soutien de l'infanterie. Il défendit le projet de char M1919 conçu par J. Walter Christie qui fut néanmoins abandonné pour des raisons budgétaires. Alors qu'il se trouvait à Washington en 1919, Patton rencontra Dwight D. Eisenhower, qui joua un rôle déterminant dans la suite de sa carrière. Pendant et après l'affectation de Patton à Hawaï, Eisenhower et lui échangeaient régulièrement par courrier. Patton lui apporta en particulier son soutien pour l'aider à obtenir son diplôme au General Staff College. Avec Christie, Eisenhower et quelques autres officiers, Patton défendit le développement des forces mécanisées durant l'Entre-deux-guerres. Ces idées étaient soutenues par le secrétaire à la Guerre Dwight Davis, mais leur application fut entravée par les faibles budgets militaires et la domination de l'infanterie et de la cavalerie ; les États-Unis développèrent ainsi peu leur corps blindé avant 1940.
Le 30 septembre 1920, Patton quitta le commandement de la 304e brigade de chars et fut réaffecté à Fort Myers pour commander le 3e escadron du 3e régiment de cavalerie. Détestant son travail d'officier d'état-major en temps de paix, Patton consacra beaucoup de temps à la rédaction de documents techniques et donna des conférences sur son expérience du combat au General Staff College. De 1922 au milieu de l'année 1923, il étudia à l'école de cavalerie de Fort Riley puis au General Staff College jusqu'au milieu de l'année 1924[pas clair] dont il sortit 25e sur 248. En août 1923, Patton sauva plusieurs enfants de la noyade lorsqu'ils tombèrent d'un yacht lors d'une croisière au large de Salem dans le Massachusetts. Cette action lui valut une Lifesaving Medal d'argent. Il fut temporairement nommé au General Staff Corps de Boston avant d'être réaffecté à l'état-major de la division hawaïenne à Schofield Barracks (en) sur l'île d'Honolulu en mars 1925. Il appartenait aux unités militaires responsables de la défense de l'archipel et rédigea un plan de défense appelé « Surprise » qui envisageait une attaque aérienne contre la base navale de Pearl Harbor, dix ans avant l'attaque japonaise du 7 décembre 1941.
Patton resta à Hawaï pendant plusieurs mois avant d'être transféré en mai 1927 au bureau du chef de la Cavalerie à Washington. Il continua le développement des concepts de guerre mécanisée, mais une brève expérience visant à fusionner l'infanterie, la cavalerie et l'artillerie dans une force combinée fut annulée après que le Congrès eut mis fin aux financements. Patton quitta son poste en 1931 et étudia à l'académie militaire de Carlisle, en Pennsylvanie, dont il fut diplômé avec les honneurs en juin 1932.
En juillet 1932, Patton devint commandant en second du 3e régiment de cavalerie qui fut déployé à Washington par le chef d'état-major de l'armée Douglas MacArthur. À la tête de ses 600 hommes, il participa le 28 juillet à la dispersion de la manifestation des vétérans de la Bonus Army avec des gaz lacrymogènes et des baïonnettes. Parmi ces vétérans figurait Joe Angelo qui avait sauvé la vie de Patton pendant la Première Guerre mondiale. Patton était mécontent de l'ordre de MacArthur, car il jugeait que les demandes des vétérans étaient légitimes et il avait auparavant refusé de délivrer un ordre autorisant l'emploi de la force armée pour disperser les vétérans. Il déclara néanmoins plus tard que s'il avait trouvé ce devoir « très déplaisant », il considérait également que réprimer la manifestation avait empêché une insurrection et protégé des vies et des biens. Il mena ainsi personnellement la dispersion des manifestants à la tête de ses hommes sur Pennsylvania Avenue,.
Patton fut promu lieutenant-colonel le 1er mars 1934 et fut transféré à la division hawaïenne au début de l'année 1935. Déprimé par le fait qu'aucun conflit ne soit sur le point d'éclater, Patton commença à beaucoup boire et entama plusieurs liaisons extra-conjugales, dont une avec sa nièce par alliance Jean Gordon, âgée de vingt et un ans.
Patton continua à jouer au polo et à pratiquer le nautisme. Après avoir navigué à la voile jusqu'à Los Angeles durant une permission prolongée en 1937, il fut victime d'une ruade qui lui cassa la jambe et la maladie thromboembolique qui se développa faillit le tuer. La blessure força presque Patton à quitter le service actif mais une affectation de six mois au département académique de l'école de cavalerie de Fort Riley l'aida à récupérer. Patton fut promu colonel le 24 juillet 1938 et fut affecté pour six mois au commandement du 5e régiment de cavalerie à Fort Clark, au Texas. Il apprécia peu cette affectation et il fut à nouveau redéployé à la tête du 3e régiment de cavalerie à Fort Myers en décembre. Il y rencontra le chef d'état-major de l'armée George C. Marshall, qui fut si impressionné qu'il le considéra comme un candidat potentiel à un grade de général. En temps de paix, il resta néanmoins colonel pour rester éligible au commandement d'un régiment.

### Seconde Guerre mondiale
Après l'invasion de la Pologne et le déclenchement de la Seconde Guerre mondiale en Europe en 1939, les États-Unis commencèrent à mobiliser et Patton chercha à renforcer la puissance des forces blindées américaines. Durant les manœuvres de la 3e armée en 1940, Patton joua le rôle d'arbitre et rencontra Adna R. Chaffee avec qui il formula des recommandations quant au développement d'une force mécanisée. Chaffee fut nommé commandant de cette force nommée Armor Branch (en) créée le 10 juillet 1940 et créa les 1re et 2e divisions blindées ainsi que les premières doctrines d'armes combinées. Il nomma Patton à la tête de la 2e brigade de la 2e division blindée. Cette dernière était l'une des rares unités organisées autour d'un grand nombre de chars et Patton était chargé de son entraînement. Il fut promu brigadier-général le 2 octobre puis major-général le 4 avril 1941 lorsqu'il prit le commandement de la 2e division blindée. Comme Chaffee quitta son commandement pour raisons de santé (il mourut du cancer en août 1941), Patton devint la figure dominante dans le domaine de la guerre mécanisée et il organisa un vaste exercice impliquant 1 000 véhicules et chars qui firent l'aller-retour entre Columbus en Géorgie et Panama City en Floride en décembre 1940; la même manœuvre fut renouvelée le mois suivant avec les 1 300 véhicules de la division. Patton avait obtenu son brevet de pilote et il observa les mouvements des véhicules depuis les airs pour trouver une manière de les déployer efficacement au combat. Ses exploits lui valurent de figurer sur la couverture du numéro de juillet 1941 du magazine Life.
Patton mena la division durant des manœuvres dans le Tennessee en juin 1941 et fut félicité pour son commandement car les objectifs fixés avaient été atteints en neuf heures au lieu des 48 demandées. Durant des manœuvres en Louisiane en septembre, sa division appartenait durant la phase I à l'armée rouge perdante mais dans la phase II, elle fut rattachée à l'armée bleue. Patton organisa une manœuvre de 640 km pour contourner l'armée rouge et « capturer » la ville de Shreveport. Lors des manœuvres en Caroline en octobre-novembre, la division de Patton captura Hugh A. Drum qui commandait l'armée adverse. Le 15 janvier 1942, il reçut le commandement du 1er corps blindé et établit le Desert Training Center dans la Vallée impériale en Californie pour entraîner les troupes au combat dans le désert. Il organisa des exercices à la fin de l'année 1941 et jusqu'à l'été 1942. Dès qu'il avait commencé à commander, Patton avait mis l'accent sur le besoin de rester constamment au contact avec les troupes adverses. Sa préférence instinctive pour l'offensive fut illustrée dans la réponse qu'il donna à un correspondant de guerre en 1944. Lorsqu'on lui demanda si la progression rapide de la 3e armée en France devrait être ralentie pour réduire le nombre de pertes américaines, Patton répondit : « Dès que vous ralentissez quelque chose, vous gaspillez des vies humaines ». Durant la guerre, Patton gagna le surnom de Old Blood and Guts (« Vieux sang et tripes ») du fait de son enthousiasme pour le combat; ses hommes ironisaient sur « notre sang, ses tripes » mais Patton était connu pour être très respecté par les soldats sous son commandement. Il était également parfois appelé The Old Man (« le Vieux ») par ses troupes.

#### Campagne d'Afrique du Nord

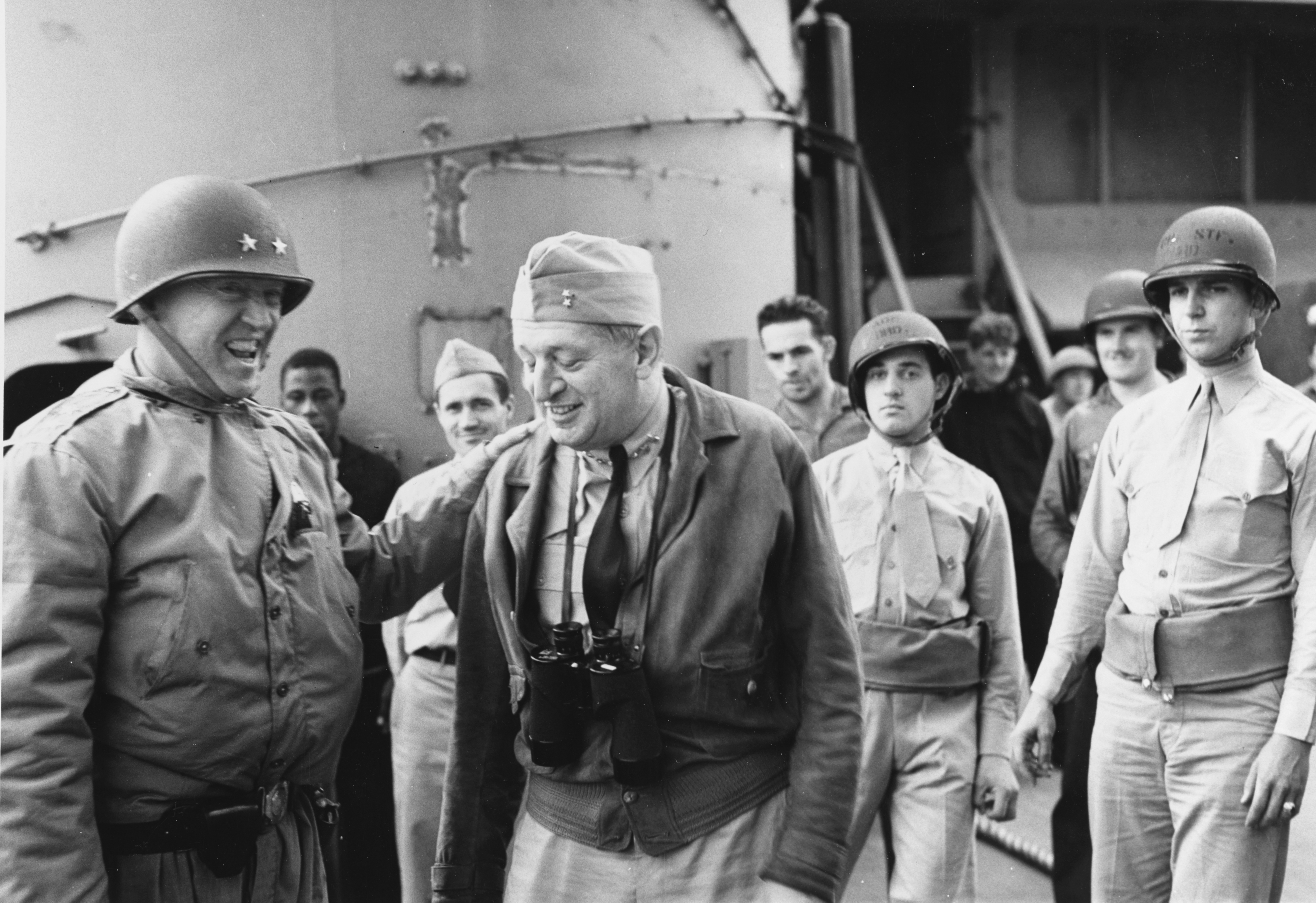
Patton (à gauche) avec le contre-amiral Henry K. Hewitt à bord de l' au large de l'Afrique du Nord en novembre 1942 guerre mondiale.

Sous la supervision d'Eisenhower, Patton participa à la planification de l'invasion des territoires français d'Afrique du Nord dans le cadre de l'opération Torch à l'été 1942,. Il commanda ensuite le débarquement de 24 000 hommes autour de Casablanca au Maroc le 8 novembre 1942. Les forces vichystes opposèrent une forte résistance mais Casablanca tomba le 11 novembre et Patton négocia un cessez-le-feu avec le général français Charles Noguès,. Le sultan marocain fut tellement impressionné qu'il le fit grand-croix de l'ordre du Ouissam alaouite avec la citation « les lions dans leurs tanières tremblent en le voyant approcher ». Patton supervisa la conversion de Casablanca en port militaire et l'organisation de la conférence de Casablanca en janvier 1943.
À la suite de la défaite du 2e corps d'armée face à l'Afrikakorps lors de la bataille de Kasserine, Patton remplaça le major-général Lloyd Fredendall à la tête de l'unité et fut promu lieutenant-général le 6 mars 1943. Peu après, il obtint la réaffectation du major-général Omar Bradley dans son unité où il devint son commandant en second. Ayant ordre de ramener au front la formation épuisée et démoralisée en seulement dix jours, Patton prit immédiatement des mesures pour ramener la discipline. Il ordonna aux soldats de porter des uniformes complets, propres et repassés, établit un emploi du temps rigoureux et fit appliquer de manière stricte les protocoles militaires. Il déplaçait constamment son état-major pour être le plus possible au contact de ses hommes afin d'en faire des soldats efficaces.
L'entraînement agressif de Patton porta ses fruits et le 17 mars, la 1re division d'infanterie s'empara de Gafsa et repoussa à deux reprises les contre-attaques des unités blindées allemandes et italiennes. Le 5 avril, il limogea le major-général Orlando Ward commandant la 1re division blindée qu'il jugeait trop timoré dans ses offensives. Progressant vers Gabès, le 2e corps se heurta à la ligne Mareth. À ce moment, Patton était subordonné au commandant britannique Harold Alexander et entra en conflit avec le Air Vice-Marshal Arthur Coningham sur le manque de soutien aérien. Lorsque ce dernier détacha trois officiers au quartier-général de Patton pour le persuader que les Britanniques fournissaient une protection aérienne suffisante, la réunion fut interrompue par une attaque aérienne allemande qui causa l'effondrement du toit du bureau où ils se trouvaient. En parlant plus tard des pilotes qui avaient mené le bombardement, Patton déclara « si je pouvais trouver les fils de pute qui pilotaient ces avions, je leur enverrais à chacun une médaille ». Gabès tomba à la fin du mois de mars et Patton céda le commandement du 2e corps à Bradley pour rejoindre le 1er corps blindé à Casablanca et préparer l'invasion de la Sicile. Craignant que les forces américaines ne soient mises sur la touche, il convainquit les commandants britanniques de les autoriser à poursuivre le combat jusqu'à la fin de la campagne de Tunisie avant de partir pour sa nouvelle affectation,.

#### Campagne de Sicile
Pour l'invasion de la Sicile, appelée opération Husky, Patton fut affecté au commandement de la 7e armée américaine devant débarquer à Gela, Scoglitti et Licata, au sud-ouest de l'île, pour soutenir la 8e armée britannique du général Bernard Montgomery attaquant par l'est. Le 1er corps blindé avait officiellement été renommé 7e armée peu avant l'assaut et ses 90 000 hommes débarquèrent le 10 juillet 1943. Ils repoussèrent les contre-attaques de l'Axe devant Gela et Patton mena personnellement les troupes contre les renforts allemands.

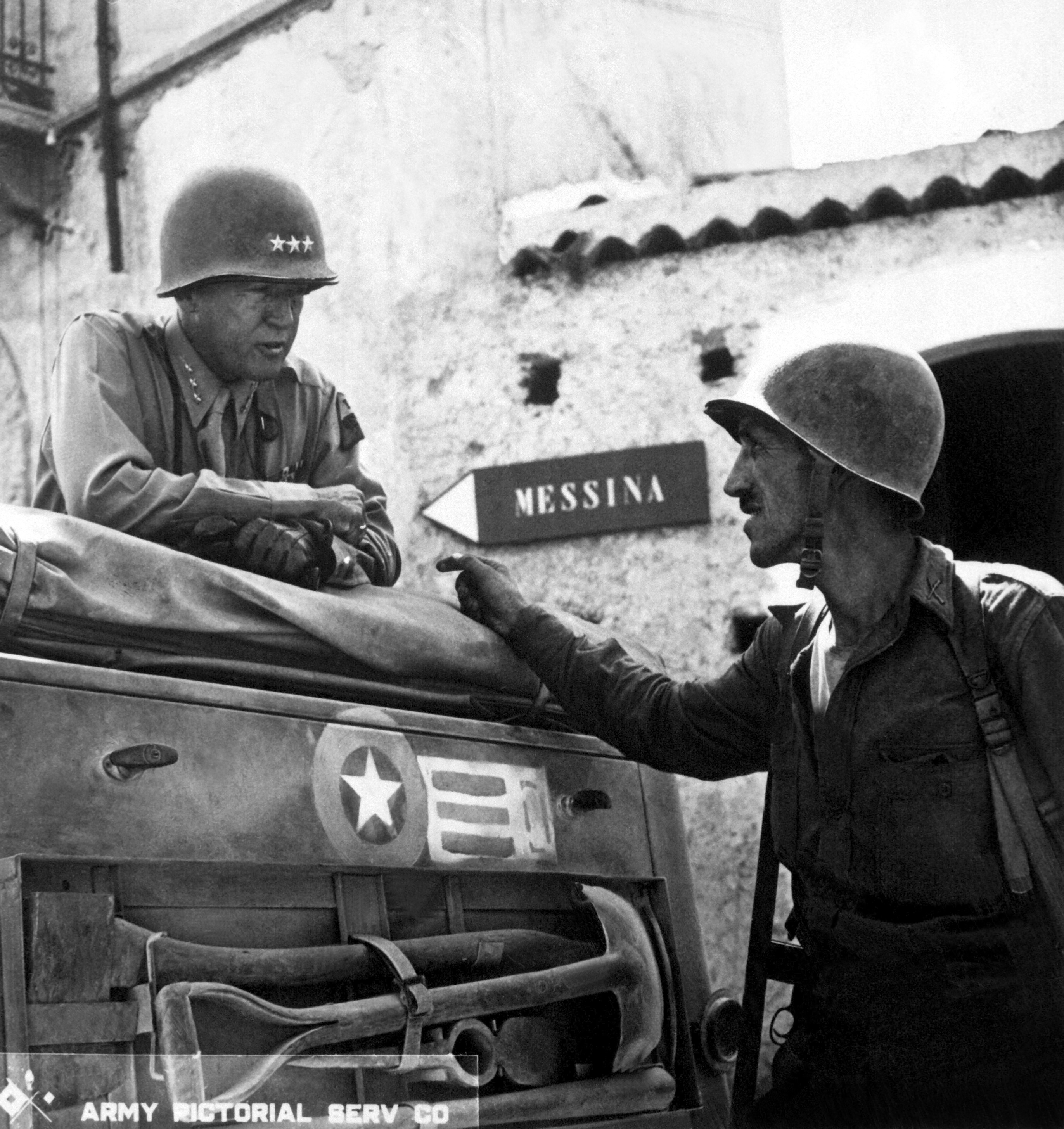
Patton près de Brolo en Sicile en 1943.

Les forces américaines devaient initialement couvrir le flanc gauche des forces britanniques, mais Alexander autorisa Patton à prendre Palerme en raison des difficultés rencontrées par Montgomery devant Messine. La 3e division d'infanterie du major-général Lucian Truscott avança de 160 km en 72 heures et atteignit Palerme le 21 juillet. Patton se tourna alors vers Messine. Il envisagea de mener un débarquement, mais le manque de moyens amphibies retarda l'opération et, quand les Américains débarquèrent à Santo Stefano le 8 août, les Allemands et les Italiens avaient déjà retiré la plus grande partie de leurs forces en Italie. Il ordonna un nouveau débarquement à Brolo le 10 août et, malgré de lourdes pertes, la 3e division d'infanterie repoussa les forces allemandes et ouvrit la route de Messine. Un troisième débarquement fut réalisé le 16 août et Messine fut capturée par les Américains dans la soirée, juste avant l'arrivée des forces britanniques.

La conduite de Patton durant cette campagne fut controversée. Lorsque Alexander lui demanda le 19 juillet de limiter sa progression vers Palerme, son chef d'état-major, le brigadier-général Hobart R. Gay avança que le message avait « été perdu dans les transmissions » jusqu'à ce que la ville soit tombée. Le 22 juillet, il tua deux mulets tirant un chariot qui s'étaient arrêtés sur un pont bloquant une colonne blindée américaine se trouvant sous le feu de l'aviation allemande. Lorsque le propriétaire sicilien protesta, Patton le frappa avec une canne et poussa les deux mulets du pont. Après avoir été informé du massacre de prisonniers de guerre italiens à Acate par des soldats sous son commandement, Patton écrivit dans son journal : 

« J'ai dit à Bradley que c'était probablement une exagération, mais en tout cas il faut demander à l'officier de certifier que les morts étaient des franc-tireurs ou avaient tenté de s'évader ou quelque chose de ce genre, car cela ferait un scandale dans la presse et rendrait les civils furieux. Quoi qu'il en soit, ils sont morts et on ne peut rien y faire. »

 Patton eut également de fréquents désaccords avec Terry de la Mesa Allen, Sr. et Theodore Roosevelt Jr. sur la conduite des opérations et approuva leur limogeage par Bradley.

#### Incident des gifles

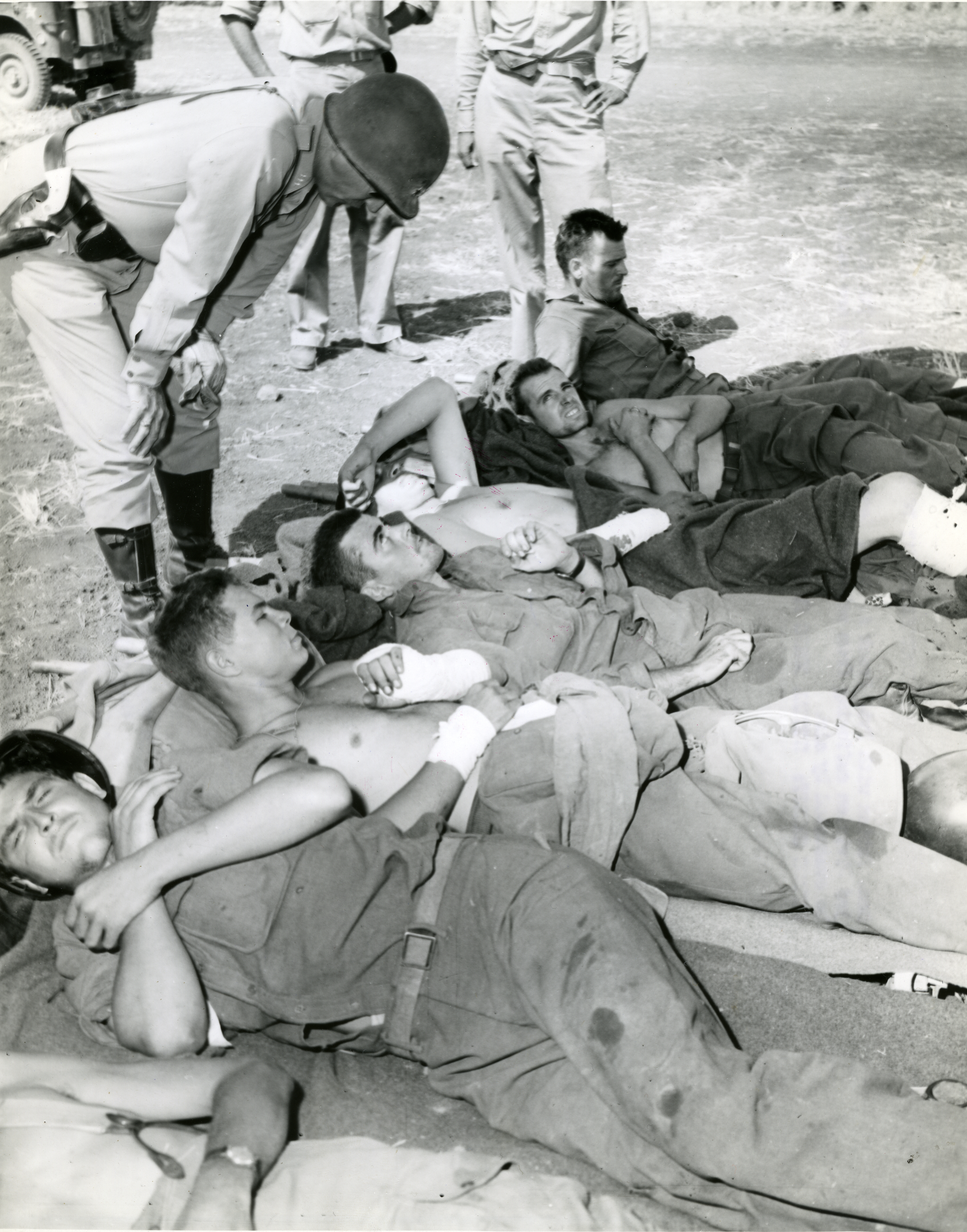
Patton discute avec des soldats blessés attendant leur évacuation.

Le 3 août 1943, alors qu'il était en visite dans un hôpital militaire à Nicosie sur l'île de Chypre, Patton frappa et injuria le soldat Charles H. Kuhl qui souffrait de stress post-traumatique. Le 10 août, Patton frappa également le soldat Paul G. Bennett dans des circonstances similaires. Ordonnant que les deux hommes soient renvoyés sur le front, Patton écrivit que ses officiers devaient discipliner tout homme se plaignant d'« usure au combat » et que si ces derniers se défilaient, « ils devraient être jugés pour lâcheté et fusillés »
Après avoir pris connaissance de l'incident, Eisenhower réprimanda Patton en privé et insista pour qu'il présente ses excuses. Patton s'excusa auprès des deux soldats, des médecins qui avaient assisté aux altercations et de tous les soldats sous son commandement lors de plusieurs discours. Eisenhower étouffa l'affaire dans les médias mais en novembre, elle fut dévoilée par le journaliste Drew Pearson dans son émission de radio. Les critiques envers Patton venant de membres du Congrès et d'anciens généraux dont Pershing furent violentes,. L'opinion publique était néanmoins plus mitigée et le secrétaire à la Guerre Henry L. Stimson avança que Patton ne devait pas être limogé du fait du besoin pour son « commandement agressif et victorieux dans les dures batailles à venir avant la victoire finale ».

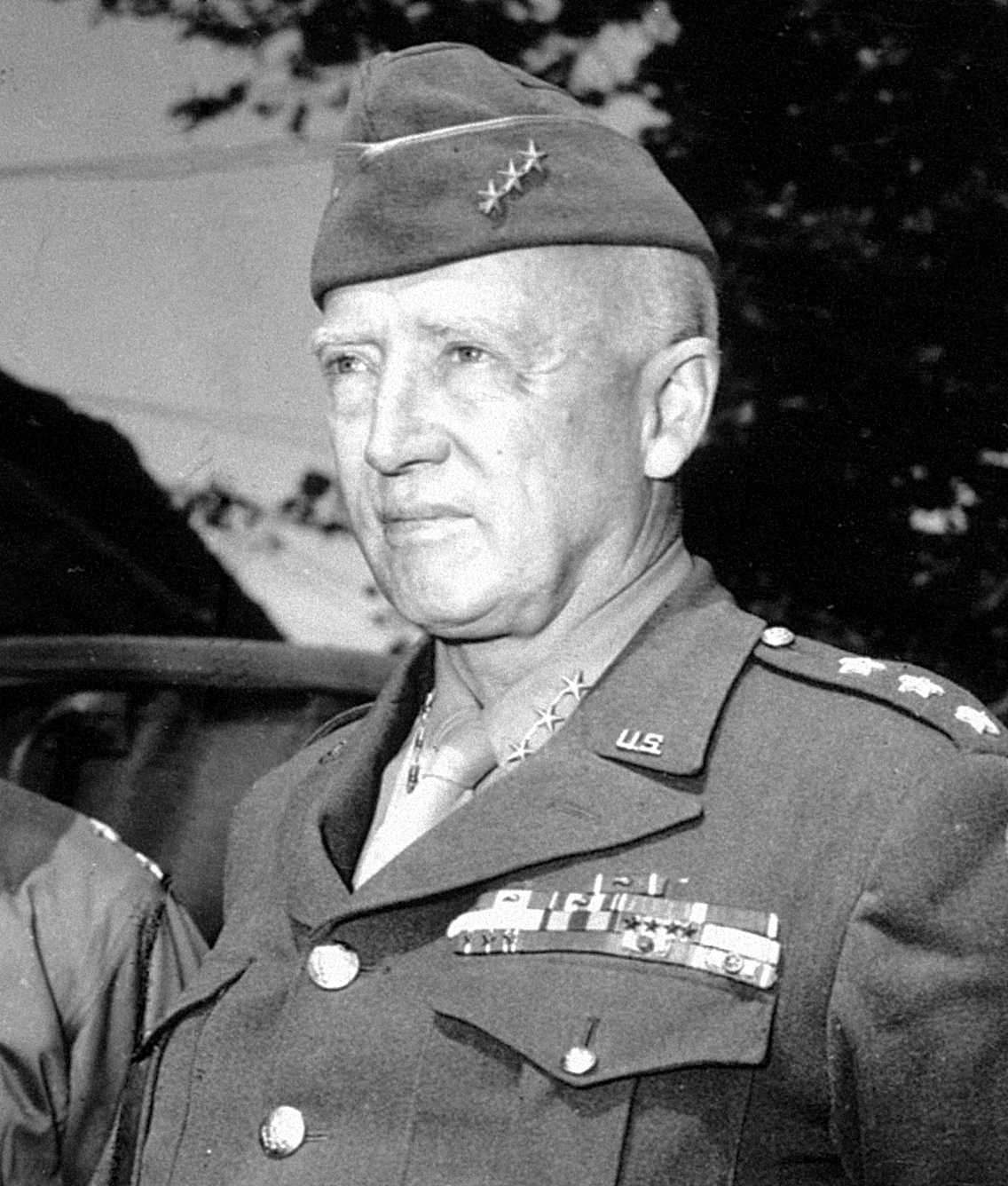
Patton en uniforme de lieutenant-général (1943 ou 1944).

Patton ne commanda néanmoins aucune force combattante jusqu'à l'été 1944. En septembre, Bradley fut choisi pour commander la 1re armée en cours de rassemblement en Angleterre en prévision des débarquements de Normandie même s'il était moins expérimenté et moins gradé que Patton. Cette décision avait été prise avant que l'incident des gifles ne soit rendu public mais Patton crut qu'il n'avait pas obtenu ce commandement pour cette raison. Eisenhower considérait que l'invasion de l'Europe était trop importante pour prendre le moindre risque et l'incident des gifles avait démontré l'incapacité de Patton à se contrôler. Même si Eisenhower et Marshall tenaient en haute estime ses qualités de commandant, ils considéraient que Bradley était moins impulsif et prompt à faire des erreurs. Le 26 janvier 1944, Patton reçut formellement le commandement de la 3e armée américaine en Angleterre ; il s'agissait d'une unité nouvellement formée et Patton devait préparer ses soldats inexpérimentés aux combats à venir,.
Le haut-commandement allemand avait plus de respect pour Patton que pour tout autre commandant allié et le considérait comme une figure centrale dans la préparation de toute invasion de l'Europe. Patton fut donc largement impliqué dans l'opération Fortitude visant à tromper les Allemands sur le véritable lieu de l'attaque. Les Alliés fournirent aux espions allemands de faux renseignements selon lesquels Patton avait été nommé commandant du premier groupe de l'armée américaine et qu'il préparait un débarquement dans le Pas-de-Calais. En réalité, l'unité n'existait pas, tandis que de faux équipements comme des chars gonflables et une intense activité radio autour de Douvres devaient permettre de masquer le fait que la véritable cible des débarquements était la Normandie. Patton reçut l'ordre de rester discret pour que les Allemands croient qu'il se trouvait à Douvres, alors qu'il entraînait la 3e armée. Du fait de cette opération de désinformation, la XVe armée allemande resta dans le Pas-de-Calais pour repousser l'attaque de Patton et elle ne fut redéployée qu'en août 1944, bien après les débarquements du 6 juin. Patton arriva en France en juillet 1944 et reprit le commandement d'une unité de combat.

#### Bataille de Normandie

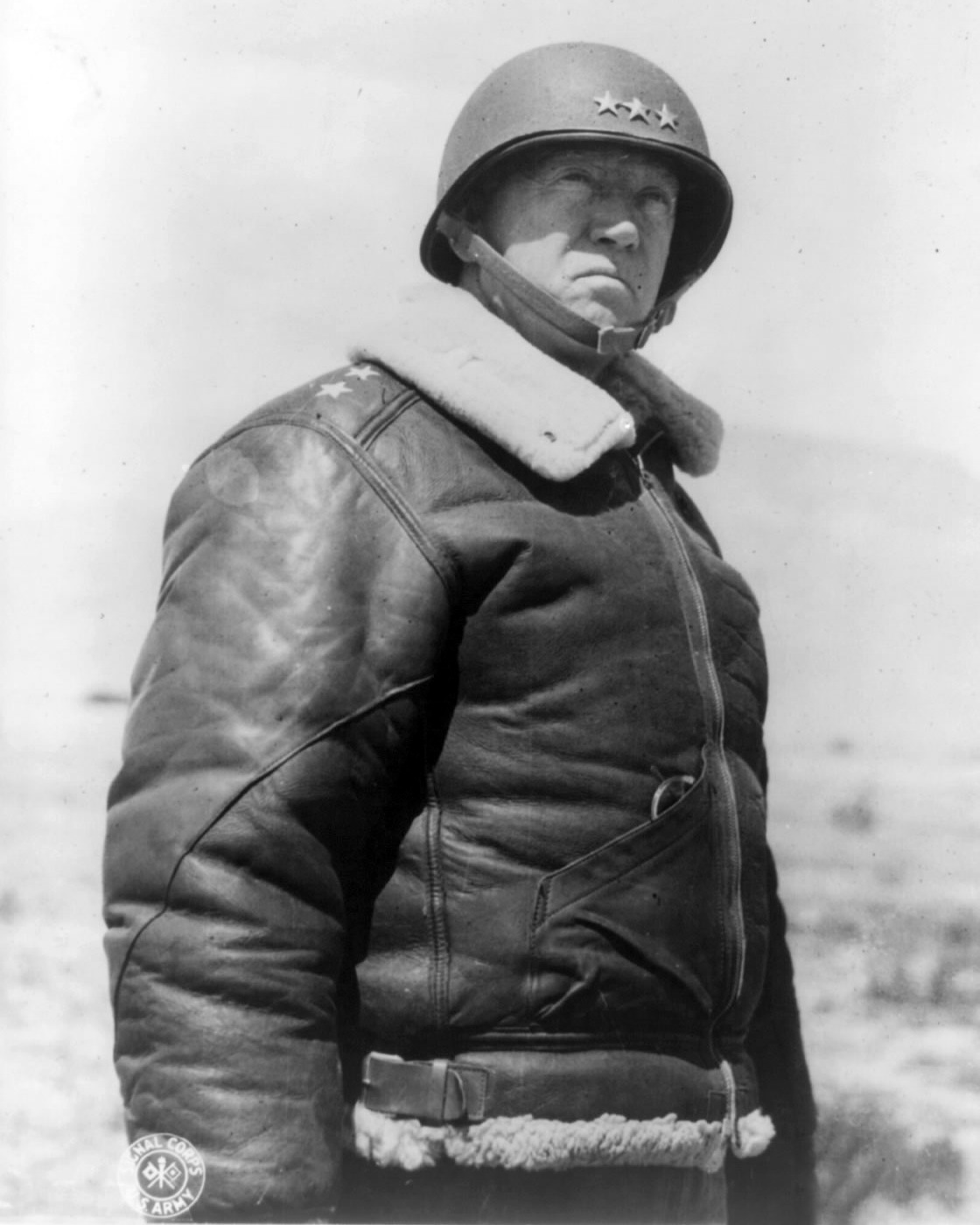
Patton en 1943 avant sa promotion au grade de général « quatre étoiles ».

S'étant déployée en Normandie durant le mois de juillet, la 3e armée de Patton se trouvait à l'ouest du dispositif allié. L'unité devint opérationnelle le 1er août au sein du 12e groupe d'armées de Bradley et elle attaqua simultanément à l'ouest vers la Bretagne, au sud, à l'est vers la Seine et au nord pour participer à l'encerclement des forces allemandes dans la poche de Falaise ou est la triste 2e division SS Das Reich commandé par le général Heinz Lammerding responsable du Massacre de Tulle, du Massacre d'Argenton-sur-Creuse, et celui du Massacre d'Oradour-sur-Glane mené par son commandant Adolf Diekmann ,.
La tactique de Patton reposait sur des offensives rapides et agressives même si ses forces rencontrèrent moins d'opposition que les trois autres armées alliées dans les premières semaines de sa progression. La 3e armée déployait des canons automoteurs au sein des unités de fer-de-lance pour pouvoir engager rapidement les positions fortifiées allemandes. Une fois que les reconnaissances aériennes avaient été effectuées, l'infanterie passait à l'attaque avec le soutien des blindés tandis que d'autres unités mécanisées profitaient de l'affaiblissement des lignes ennemies pour percer le front et empêcher le regroupement des forces allemandes.
La vitesse de la progression obligea les unités de Patton à compter largement sur les reconnaissances aériennes et le soutien de l'aviation. La 3e armée disposait de bien plus d'officiers de renseignement dont la tâche était uniquement de coordonner les attaques aériennes que toute autre armée alliée. Le soutien aérien rapproché de la 3e armée était assuré par le 19e groupe tactique du brigadier-général Otto P. Weyland. Le général Elwood Quesada du 9e groupe tactique développa une technique de couverture aérienne par laquelle un officier d'aviation coordonnait le soutien aérien rapproché depuis un char de fer-de-lance ; bien que conçue pour la 1re armée pendant l'opération Cobra, la tactique fut largement employée par la 3e armée. Chaque colonne blindée était ainsi protégée par une patrouille de trois à quatre chasseurs-bombardiers P-47 ou P-51.
Après la percée d'Avranches, la progression de Patton fut fulgurante et ses unités parcoururent plusieurs centaines de kilomètres en deux semaines jusqu'en Lorraine à la fin du mois d'août. Cette avancée fut permise par les renseignements Ultra mais également par la capacité des unités de ravitaillement à suivre l'évolution du front. Les logistiques de la 3e armée étaient supervisées par le colonel Walter J. Muller, qui mettait l'accent sur la flexibilité, l'improvisation et l'adaptation, pour que les troupes de combat puissent rapidement exploiter une percée. Patton exploita ainsi au maximum la supériorité alliée en véhicules et en soutien aérien, pour mener son offensive à un rythme soutenu.

#### Campagne de Lorraine

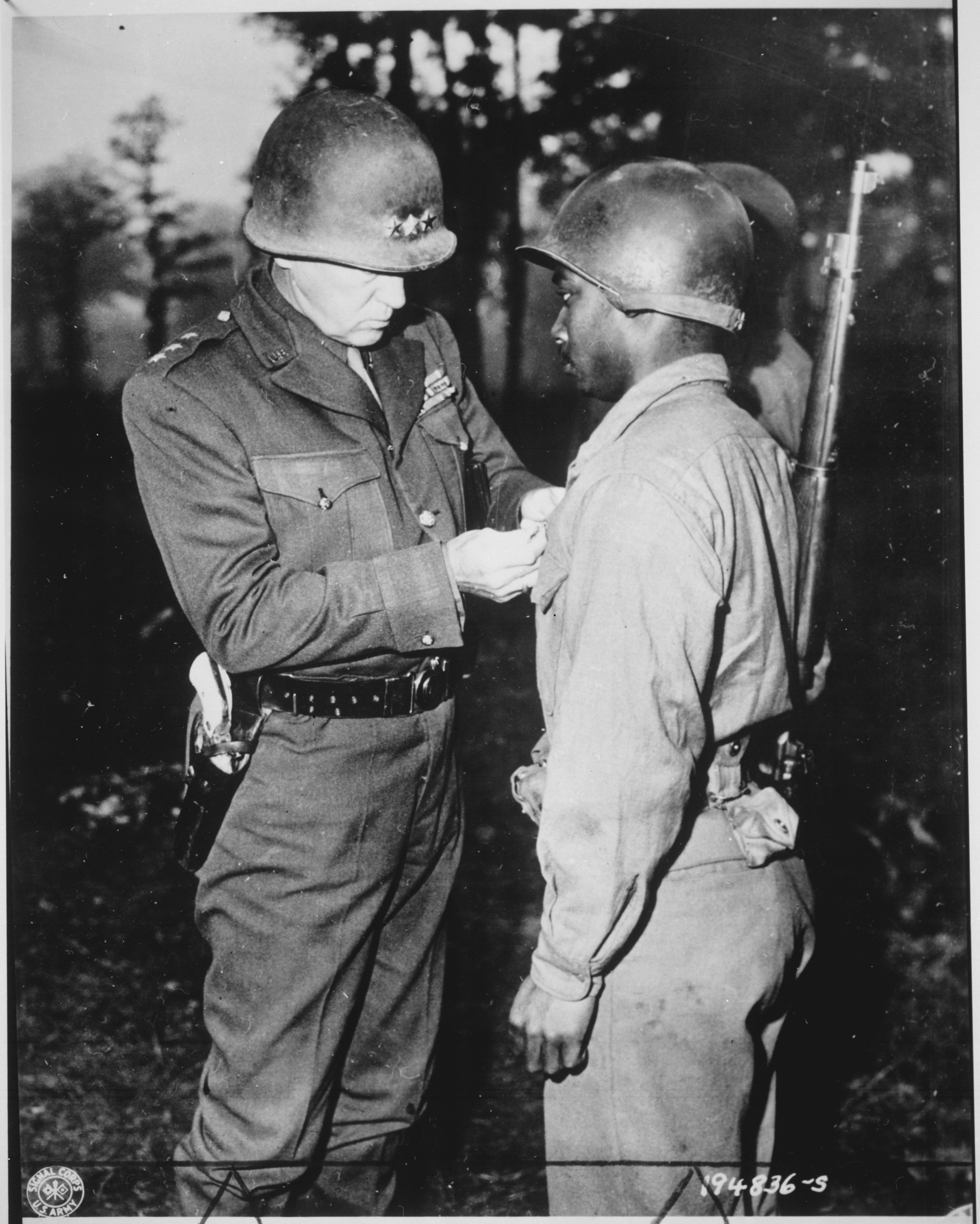
Patton décerne une Silver Star au soldat Ernest A. Jenkins en octobre 1944 guerre mondiale.

L'offensive de Patton s'arrêta le 31 août 1944 dans la Meuse, car les chars étaient à court de carburant du fait de l'allongement excessif des lignes de ravitaillement. Patton s'attendait à ce que le haut-commandement continue le soutien logistique à sa progression victorieuse, mais Eisenhower craignit qu'une percée unique expose trop ses flancs et s'enlise. Il décida donc d'accorder la priorité du ravitaillement à Montgomery et son 21e groupe d'armées en prévision de l'opération Market Garden aux Pays-Bas. Patton aurait pourtant dit à Bradley qu'avec 1 500 tonnes de carburant, il pourrait entrer en Allemagne en moins de deux jours. Cette pause, dans l'offensive de la 3e armée, permit aux Allemands de se ressaisir, en renforçant la Moselstellung, une ligne fortifiée de forts construits pendant l’annexion allemande dans la vallée de la Moselle. La bataille de Metz, qui s'engagea début septembre 1944, marqua ainsi un tournant dans la campagne de Lorraine. Le 6 septembre 1944, les 12e et 20e corps d'armée attaquèrent en force au sud et à l'ouest de la ville, mais les troupes américaines rencontrèrent une forte résistance devant les forts de Metz, réarmés en hâte par Krause. Elles durent stopper leur progression sur la Moselle et défendre leurs positions. Ainsi, au milieu du mois de septembre 1944, une forte contre-attaque allemande, spécifiquement destinée à stopper l'avancée de la 3e armée, dut être repoussée en Lorraine, notamment par la 4e division blindée dans le secteur d'Arracourt. Malgré ce succès, la 3e armée conserva ses positions sur la Moselle, conformément aux ordres d'Eisenhower. Minimisant les problèmes de ravitaillement de l'armée américaine, le haut-commandement allemand voulut croire que l'arrêt de la progression américaine en Lorraine était lié au succès de sa contre-attaque, exploitant au mieux cette situation.
Les combats devant Metz, qui se poursuivirent durant tout le mois d'octobre 1944 et la plus grande partie du mois de novembre 1944, se soldèrent par de lourdes pertes dans les deux camps. La ville de Metz fut prise le 22 novembre 1944, mais les derniers forts ne déposèrent les armes qu'en décembre, immobilisant pas moins de 9 000 soldats américains. La décision de Patton de prendre Metz fut plus tard critiquée. Après la guerre, des officiers allemands avancèrent qu'il aurait pu contourner la ville et progresser au nord vers le Luxembourg pour menacer les arrières de la VIIe armée. L'un des responsables du secteur de Metz, le général Hermann Balck, affirma notamment que la ville serait tombée plus vite si l'attaque avait eu lieu plus tôt. L'historien Carlo D'Este écrivit plus tard que la campagne de Lorraine fut l'offensive la moins réussie de Patton et le blâma de ne pas avoir utilisé ses divisions de manière plus agressive. Les possibilités de Patton étaient néanmoins limitées, compte tenu de la priorité accordée à Montgomery jusqu'à ce que le port d'Anvers soit utilisable. Ces contraintes logistiques expliquent donc, en partie, que les troupes de Patton n'aient progressé que de 65 km entre le 8 novembre et le 15 décembre 1944.

#### Bataille des Ardennes

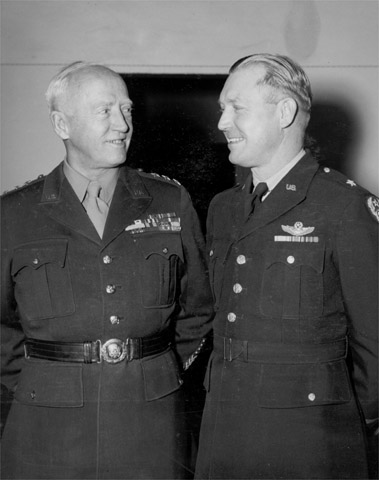
Patton (à gauche) avec le brigadier-général Otto P. Weyland du tactique qui fournissait le soutien aérien de la 3e armée.

Le 16 décembre 1944, l'armée allemande commandée par le maréchal von Rundstedt lança une offensive en Belgique et au Luxembourg. 250 000 soldats attaquèrent le point faible du dispositif allié et progressèrent rapidement vers la Meuse malgré l'un des hivers les plus rudes que l'Europe ait connu. Eisenhower convoqua tous les principaux commandants alliés du front de l'Ouest près de Verdun le 19 décembre pour élaborer une stratégie.
À ce moment, la 3e armée était engagée dans de durs combats près de Sarrebruck. Présageant de l'objectif de la réunion des chefs alliés, Patton ordonna à son état-major de préparer trois plans d'urgence pour retirer les éléments de la 3e armée de leurs positions actuelles et mener une offensive en direction du saillant conquis par les troupes allemandes. Au quartier-général allié, Eisenhower présida la réunion à laquelle participaient Patton, Bradley, Devers, le major-général Kenneth Strong (en), le Air Chief Marshal Tedder et de nombreux officiers d'état-major. Lorsque Eisenhower demanda à Patton combien de temps il lui faudrait pour désengager six divisions de sa 3e armée et lancer une contre-attaque vers le nord pour secourir la 101e division aéroportée encerclée à Bastogne, il répondit : « Dès que vous en aurez fini avec moi ». Patton expliqua ensuite qu'il avait déjà planifié une contre-attaque avec trois divisions complètes pour le 21 décembre soit deux jours plus tard. Eisenhower était incrédule : « Ne soyez pas présomptueux, George. Si vous tentez d'y aller aussi tôt, vos trois divisions ne seront pas prêtes et vous vous engagerez par petits groupes ». Patton répondit que son état-major avait déjà préparé des plans d'urgence et qu'il n'avait plus qu'à les appliquer. Toujours sceptique, Eisenhower ordonna à Patton d'attaquer à l'aube du 22 décembre avec au moins trois divisions. Patton quitta la salle de réunion et téléphona à son état-major pour lui dire « Play ball » (« démarrez la partie »). Cette phrase codée signifiait l'application d'un plan impliquant le déploiement de trois divisions vers Bastogne. Finalement, Patton redéploya six divisions complètes depuis leurs positions sur la Sarre le long d'une ligne passant par Bastogne, Diekirch et Echternach.
Le 21 décembre, Patton rencontra Bradley pour faire le point sur l'offensive à venir et commença la réunion en déclarant : « Brad, cette fois les Boches ont mis la tête dans le hachoir à viande et c'est moi qui tiens la manivelle ». Il indiqua que sa 3e armée devrait attaquer en direction de Coblence pour couper le saillant allemand à sa base et encercler toutes les unités impliquées dans l'offensive. Après avoir brièvement réfléchi, Bradley s'y opposa car il privilégiait le secours des forces encerclées à Bastogne avant leur effondrement à la destruction d'un grand nombre de formations allemandes. Souhaitant une météo favorable pour son offensive qui permettrait de fournir un soutien aérien à ses forces, Patton ordonna à l'aumônier de la 3e armée, le colonel James Hugh O'Neill, de composer une prière adéquate : « Père tout-puissant et très miséricordieux, nous t'implorons humblement dans ta grande bonté de retenir ces pluies exagérées qui s'opposent à nous. Donne-nous du beau temps pour la bataille. Aie la bonté de nous entendre, nous les soldats qui faisons appel à Toi pour que, le bras armé par Ta puissance, nous avancions de victoire en victoire, écrasions l'oppression et la malice de nos ennemis et fassions régner Ta justice parmi les hommes et les nations. Amen ». Lorsque le temps s'améliora peu après, Patton décerna immédiatement une Bronze Star à O'Neill.
Le 26 décembre 1944, les unités de fer-de-lance de la 4e division blindée de la 3e armée atteignirent Bastogne et ouvrirent un corridor pour évacuer les blessés et ravitailler les forces assiégées. La capacité de Patton à retirer six divisions de la ligne de front au milieu de l'hiver puis attaquer au nord pour secourir Bastogne fut l'un de ses exploits les plus remarquables de la guerre. Il écrivit plus tard que le secours de Bastogne fut « l'opération la plus brillante que j'ai réalisée jusque-là et, à mon avis, la réussite la plus éclatante de la guerre. Ce fut ma plus grande bataille ».

#### Campagne d'Allemagne

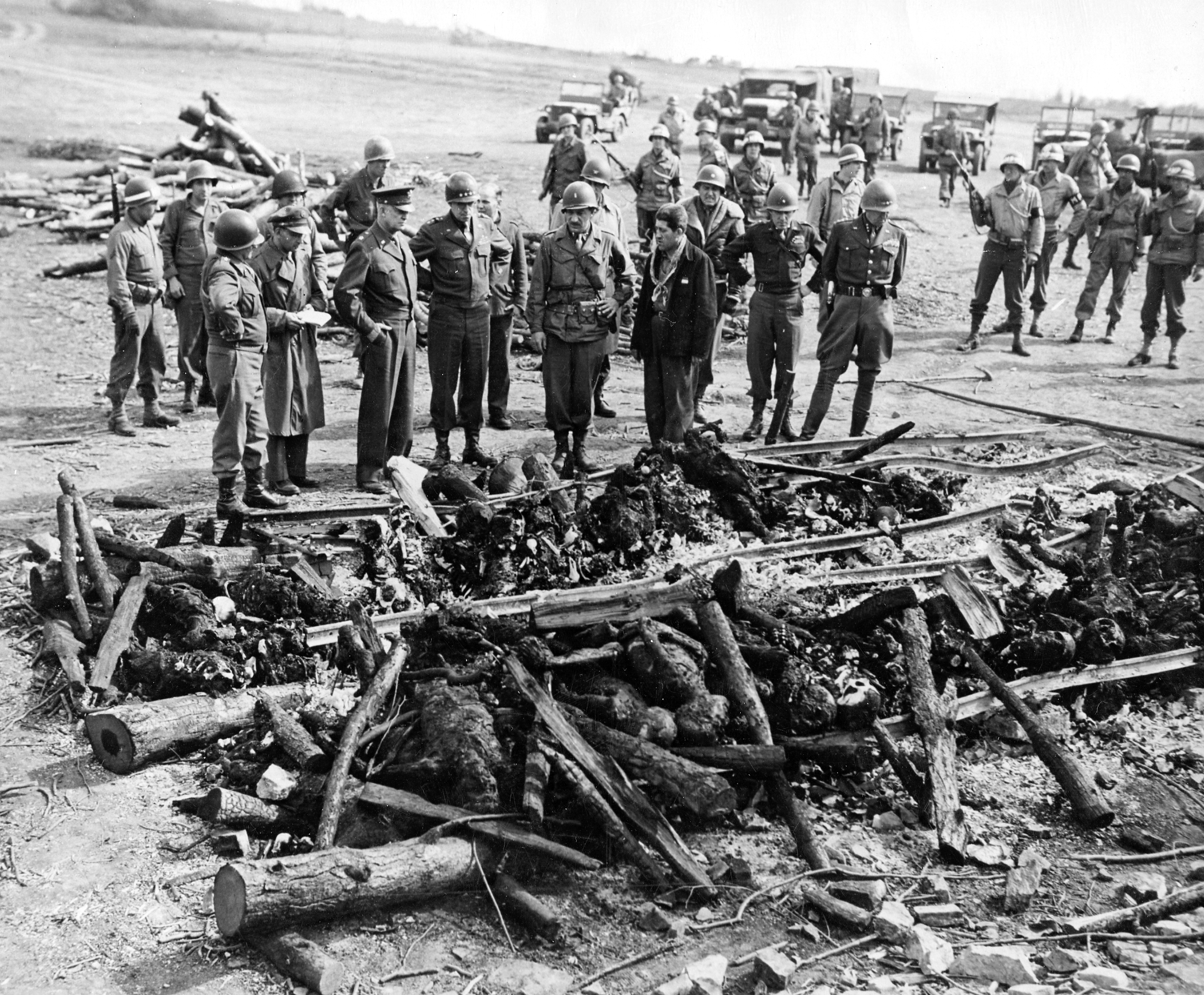
Eisenhower, Bradley et Patton regardent un bûcher où se trouvent des restes humains dans le après sa libération en avril 1945.

En février 1945, les forces allemandes se repliaient sur l'ensemble du front et Patton progressa dans la Sarre. Le ravitaillement et le carburant étaient toujours attribués en priorité à d'autres unités et certains personnels de la logistique de la 3e armée se firent passer pour des hommes de la 1re armée et s'emparèrent de milliers de litres de carburant dans un dépôt militaire. Entre le 29 janvier et le 22 mars, la 3e armée s'empara de Trèves, de Coblence, de Bingen, de Worms, de Mayence, de Kaiserslautern et de Ludwigshafen en faisant des dizaines de milliers de prisonniers appartenant aux Ire et VIIe armées allemandes. La 3e armée commença à franchir le Rhin après avoir construit un pont le 22 mars. Patton se vanta par la suite d'avoir uriné dans le fleuve alors qu'il traversait le pont.
Le 26 mars 1945, Patton détacha une unité composée de 314 hommes et de plusieurs dizaines de véhicules pour libérer l'Oflag XIII-B, un camp de prisonniers de guerre près de Hammelburg, à 80 km derrière les lignes ennemies. Parmi les prisonniers figurait le gendre de Patton, le lieutenant-colonel John K. Waters, qui avait été capturé en Afrique du Nord. Le raid fut un échec et seuls 35 soldats parvinrent à revenir dans les lignes américaines ; les autres furent capturés ou tués et tous les véhicules furent détruits. Eisenhower fut furieux quand il prit connaissance de cette mission secrète et Patton avança par la suite que cela fut sa seule erreur de la guerre. Il jugea que la bonne décision aurait été d'envoyer une formation au moins trois fois plus importante.
En avril, la résistance allemande s'écroula et les efforts de la 3e furent consacrés à la gestion des quelque 400 000 prisonniers de guerre qu'elle avait faits. Patton fut promu general (général 4 étoiles, équivalent au général d'armée en France) le 14 avril 1945, une promotion depuis longtemps défendue par Stimson, le secrétaire à la Guerre, en reconnaissance de ses succès militaires en 1944. Le même mois, Patton, Bradley et Eisenhower se rendirent dans la mine de sel de Merkers-Kieselbach, où était entreposée une partie des œuvres d'art pillées par les nazis et dans le camp de concentration d'Ohrdruf (en), une visite qui lui inspira un profond dégoût. La 3e armée fut réorientée vers la Bavière et la Tchécoslovaquie où on anticipait une forte résistance et la 90e division d'infanterie délivrèrent le 23 avril 1945 les prisonniers du camp de concentration de Flossenbürg. Il fut apparemment consterné d'apprendre que l'Armée rouge allait prendre Berlin car il considérait que l'Union soviétique était une menace pour les États-Unis. Les troupes de Patton avancèrent jusqu'à Pilsen mais furent stoppées par Eisenhower, avant qu'elles ne prennent Prague.

### Après-guerre

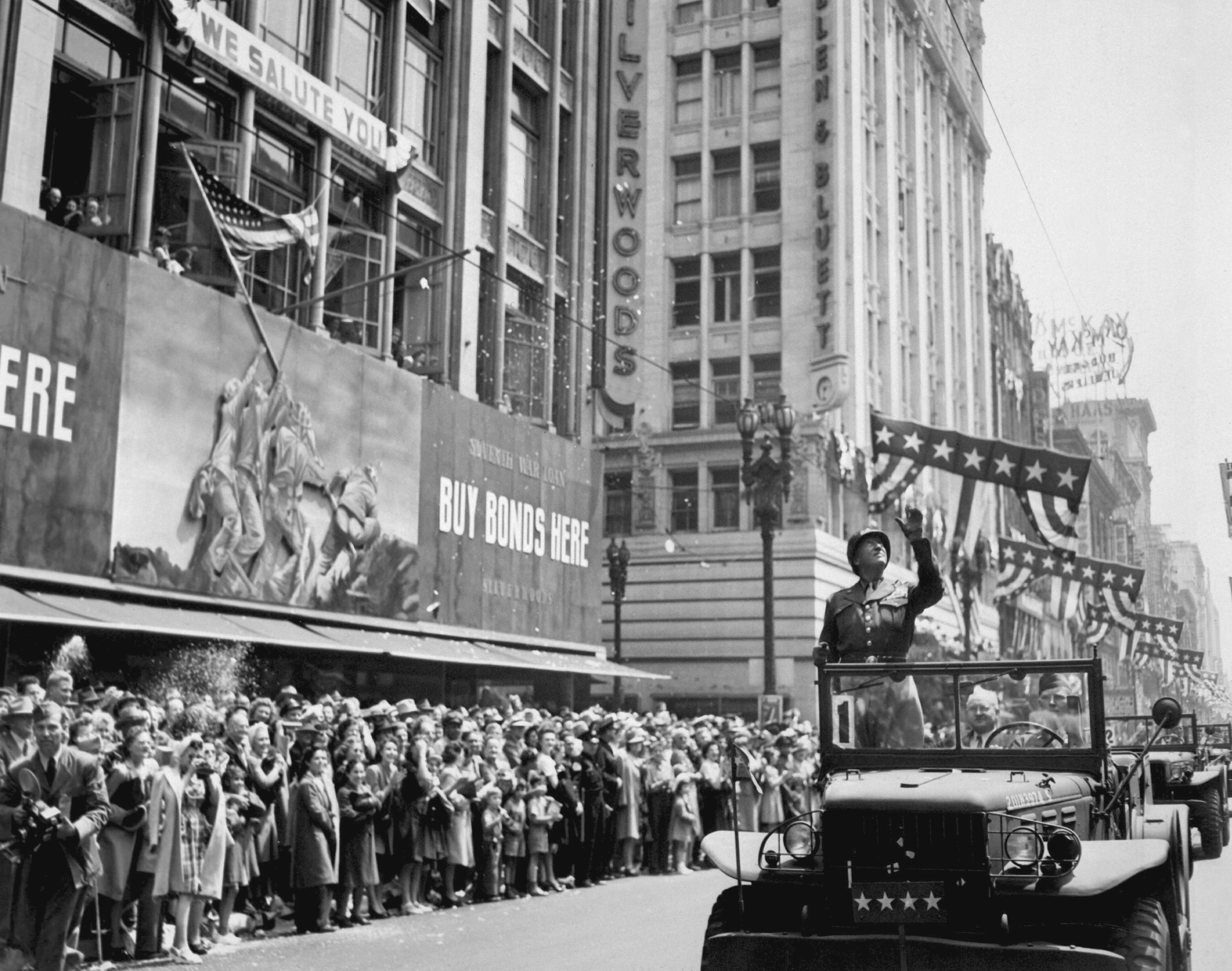
Patton durant une parade à Los Angeles en juin 1945.

Patton sollicita un commandement dans le Pacifique mais Marshall refusa. Au milieu du mois de mai, Patton se rendit à Paris puis à Londres pour se reposer. Il arriva à Bedford, dans le Massachusetts, le 7 juin pour une permission prolongée avec sa famille et fut accueilli par des milliers de personnes. Il se rendit ensuite à Boston et fit un discours devant près de 20 000 auditeurs dont 400 vétérans blessés de la 3e armée. Il causa une certaine controverse auprès des Gold Star Mothers, un groupe de mères de morts au combat, lorsqu'il insinua que les hommes morts au combat étaient des « idiots » et que les vrais héros de guerre étaient les blessés. Il séjourna à Boston, à Denver dans le Colorado avant de se rendre à Los Angeles, où il discourut devant 100 000 personnes au Memorial Coliseum. Patton fit une dernière étape à Washington, avant de retourner en Europe en juillet pour commander les forces d'occupation en Allemagne.
Patton fut nommé gouverneur militaire de Bavière, où il supervisa les opérations de dénazification. Il fut particulièrement irrité par la fin de la guerre contre le Japon, et écrivit dans son journal : « Une autre guerre s'est achevée et avec elle mon utilité dans le monde. » Mécontent de ses fonctions et déprimé par le fait qu'il n'aurait peut-être plus jamais à combattre dans une autre guerre, le comportement et les déclarations de Patton devinrent de plus en plus incohérents. Diverses explications, au-delà de sa déception, ont été proposées pour expliquer ces actions. Carlo D'Este écrit qu'il « semble quasiment inévitable... que Patton ait été victime des différentes séquelles cérébrales causées par les nombreux traumatismes crâniens » associés à une vie d'accidents de voiture et de cheval. Patton passa quelque temps avec sa nièce, Jean Gordon, à Londres en 1944 et en Bavière en 1945. Jean Gordon aimait, en réalité, un jeune capitaine marié qui l'abandonna quand il retourna chez lui avec sa femme en septembre 1945. Patton se vanta à plusieurs reprises de ses performances sexuelles avec la jeune femme mais ses biographes sont sceptiques. Hirshson avance que la relation était plus ou moins platonique tandis que Showalter considère que Patton, soumis à un intense stress physique et psychologique, inventa ses conquêtes sexuelles pour démontrer sa virilité. D'Este avance que « son comportement suggère qu'en 1936 [à Hawaï] et en 1944-1945, la présence de la jeune et attirante Jean était un moyen d'apaiser l'anxiété d'un homme d'âge mûr sur sa virilité et la peur de la vieillesse ».
Patton provoqua une nouvelle controverse lorsqu'il fut rapporté que plusieurs anciens membres du parti nazi continuaient d'exercer des fonctions politiques, dans la région où il était gouverneur. Lors d'une conférence de presse à ce sujet, Patton compara à plusieurs reprises les nazis aux démocrates et aux républicains en avançant que la plupart des personnes disposant d'une expérience administrative avaient été contraintes de rejoindre le parti durant la guerre ; cela fit scandale dans la presse et ulcéra Eisenhower,.
Le 28 septembre 1945, après une discussion houleuse avec Eisenhower sur ses déclarations, Patton fut relevé de ses fonctions de gouverneur. Il perdit le commandement de la 3e armée le 7 octobre et, lors d'une sombre cérémonie de passation de pouvoir, il fit ses adieux à ses hommes : « Toutes les bonnes choses ont une fin. La meilleure chose qui me soit jamais arrivée jusque-là est l'honneur et le privilège d'avoir commandé la 3e armée ».
La dernière affectation de Patton fut le commandement de la 15e armée basée à Bad Nauheim. L'unité ne comptait alors plus que quelques officiers d'état-major chargés de compiler les informations sur la conduite des opérations durant le conflit en Europe. Patton avait accepté le poste du fait de son amour de l'Histoire mais perdit rapidement tout intérêt pour la mission. Il voyagea et visita Paris, Rennes, Chartres, Bruxelles, Metz, Reims, Luxembourg et Verdun ainsi que Stockholm, où il retrouva d'autres athlètes des Jeux olympiques de 1912.
Il décida d'abandonner son poste à la 15e armée et de ne pas rentrer en Europe après la fin de sa permission de Noël débutant le 10 décembre. Il avait l'intention de discuter avec sa femme pour savoir s'il devait chercher un commandement aux États-Unis ou prendre sa retraite.

### Mort

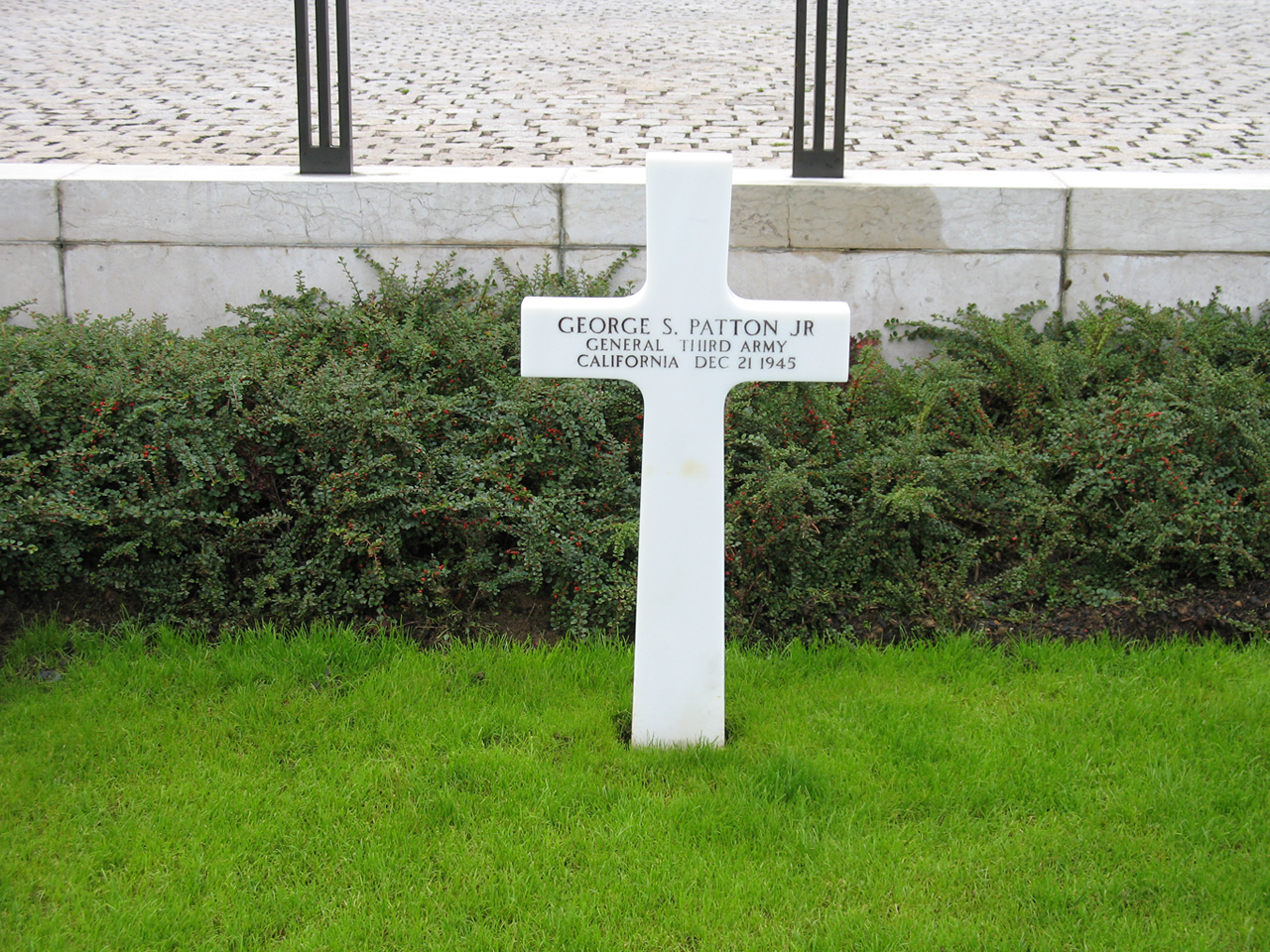
Tombe de Patton au cimetière de Hamm.

Le 8 décembre 1945, le chef d'état-major de Patton, le major-général Hobart R. Gay, l'invita à une chasse au faisan près de Spire pour lui permettre de se changer les idées. Le 9 décembre à 11 h 45, Gay et Patton se trouvaient dans la Cadillac modèle 75 de ce dernier, conduite par le 1re classe Horace L. Woodring. Après avoir franchi un passage à niveau, Woodring détourna le regard de la route au moment où un camion militaire, conduit par le sergent Robert L. Thompson se dirigeant vers le quartier-général, coupa soudainement la trajectoire de la voiture de Patton en prenant un virage à gauche devant elle. Woodring freina de toutes ses forces et tourna brusquement à gauche pour tenter d’éviter le camion qu'il percuta néanmoins à faible vitesse.
Thompson dans le camion d’une part, Woodring et Gay — dans la voiture d’autre part — ne furent que légèrement blessés mais Patton n'avait pas eu le temps de se préparer au choc et sa tête avait violemment heurté une vitre arrière de la voiture. Profondément entaillé à la tête, il saignait abondamment et se plaignit à Woodring et Gay qu'il était paralysé et avait des difficultés pour respirer. Emmené à l'hôpital d'Heidelberg, les médecins diagnostiquèrent un tassement vertébral et une fracture des troisième et quatrième vertèbres ayant pour conséquence des lésions sur la moelle épinière à l'origine d’une tétraplégie. Il passa les douze jours qui suivirent en traction cervicale pour réduire la pression sur sa moelle épinière. Même si la technique était douloureuse, il ne s'en plaignait pas. Aucun visiteur, en dehors de son épouse, ne fut admis dans sa chambre. Patton, à qui on avait dit qu'il ne pourrait jamais plus monter à cheval ou mener une vie normale, commenta : « C'est une satanée façon de mourir ». Il décéda dans son sommeil d'un œdème pulmonaire et d'une insuffisance cardiaque le 21 décembre 1945 vers 18 h.
Patton fut inhumé dans le cimetière militaire américain de Hamm au Luxembourg, aux côtés des autres soldats de la 3e armée conformément à son désir « d'être enterré avec [ses] hommes ».

## Héritage
Le caractère pittoresque et énergique de Patton, ses succès militaires et ses fréquentes erreurs politiques ont produit une image complexe et souvent contradictoire. L'historien Terry Brighton conclut que Patton était « arrogant, à la recherche de la gloire et bourré de défauts mais... parmi les plus grands généraux de la guerre ». Son impact sur la guerre mécanisée et la manière de commander furent considérables et l'Armée américaine adopta le style agressif de Patton pour les programmes d'entraînement qu'elle mit en place après sa disparition. De nombreux officiers ont d'ailleurs affirmé qu'ils s'inspiraient de son héritage. La première série de chars américains conçue après la guerre fut baptisée « Patton » et regroupe les M46, M47, M48 et M60 Patton. Une place parisienne et une course cycliste luxembourgeoise furent également nommées en son honneur. On doit également à Patton d'avoir participé au sauvetage du lipizzan, une race chevaline autrichienne, décimée par les bombardements et les réquisitions en 1945.
Patton a été joué à l'écran par plusieurs acteurs. Le plus connu fut George C. Scott dans le film de 1970 Patton et dans le téléfilm de 1986 Les Derniers jours de Patton. L'interprétation de Scott, dont le fameux discours à la 3e armée, lui valut l'oscar du meilleur acteur ; le film remporta six autres oscars dont celui de meilleur film et contribua largement à faire de Patton un héros populaire. Patton fut également joué par :
- Stephen McNally dans l'épisode The Patton Prayer (1957) de la série Crossroads de la chaîne ABC
- John Larch dans le film Le Grand Retour (1963)
- Kirk Douglas dans le film Paris brûle-t-il ? (1966)
- George Kennedy dans le film La Cible étoilée (1978)
- Darren McGavin dans la mini-série Ike (1979)
- Mitch Ryan dans le film Margaret Bourke-White (1989)
- Lawrence Dobkin dans la série Les Orages de la guerre (1989)
- Edward Asner dans le film The Long Way Home (1997)
- Kelsey Grammer dans le film An American Carol (2008)
- Ed Harris dans le film Resistance de Jonathan Jakubowicz (2019)

### Image

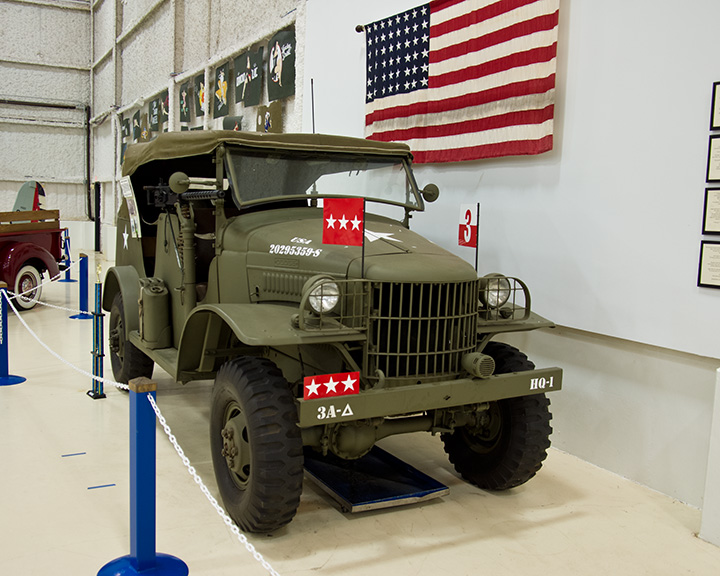
Réplique du véhicule de commandement de Patton pendant la Seconde Guerre mondiale au Lone Star Flight Museum de Galveston au Texas.

Patton cultivait délibérément une image ostentatoire, dans l'espoir qu'elle encouragerait ses hommes. Il portait fréquemment son revolver à crosse en ivoire,, un casque lustré ainsi qu'un pantalon et des bottes d'équitation. L'historien Alan Axelrod écrit que « pour Patton, le commandement ne se résumait jamais à simplement donner des ordres et préparer la stratégie, il s'agissait de se transformer en symbole ». Sa soif de gloire, évidente et intentionnellement soulignée, était atypique parmi les officiers de l'époque qui mettaient l'accent sur le rapprochement avec les hommes sur le terrain. Il était également un fataliste convaincu et était persuadé d'être la réincarnation d'un grognard napoléonien ou d'un légionnaire romain,.
Patton développa des talents d'orateur, en partie car il avait des difficultés pour lire. Ses discours pleins de grossièretés étaient généralement appréciés par ses soldats mais irritaient les autres généraux, dont Bradley. Il donna son discours à la 3e armée (en) avant les débarquements de Normandie. Il était réputé pour sa franchise et ses traits d'humour et déclara ainsi : « Les armes les plus dangereuses qu'ont les Allemands sont nos autochenilles et nos jeeps. L'autochenille car les gars à l'intérieur s'y croient en confiance pensant qu'ils sont dans un char. La jeep car nous avons tellement de conducteurs du dimanche ». Il suggéra également facétieusement que sa 3e armée pourrait « renvoyer les Britanniques à la mer dans un autre Dunkerque ». Alors que l'attention des médias s'accrut, les saillies de Patton entraînèrent de nombreuses controverses comme lorsqu'il compara les nazis aux hommes politiques américains ou quand il tenta d'honorer les vétérans blessés, en les appelant les « véritables héros » de la guerre ce qui choqua involontairement les parents de soldats tués au combat. Il déclara également avant les débarquements de Normandie que les Britanniques et les Américains, et non les Soviétiques, devaient dominer le monde d'après-guerre, ce qui accrut les tensions au sein de cette alliance déjà fragile. Eisenhower indiqua que son manque de tact limitait son potentiel de commandement malgré ses nombreuses réussites.
En tant que commandant, Patton était connu pour être intraitable et critiquer vigoureusement la moindre erreur de ses subordonnés, mais également prompt à accorder ses félicitations pour leurs réussites. S'il gagna une réputation de général impatient et impulsif, ne tolérant pas les échecs de ses officiers, il ne limogea qu'un seul général durant la Seconde Guerre mondiale, Orlando Ward, et uniquement après deux avertissements, alors que Bradley renvoya plusieurs généraux pendant le conflit. Patton avait le plus profond respect pour les hommes servant sous ses ordres, en particulier les blessés, même s'il avait tendance à traiter les victimes de troubles psychologiques, aujourd'hui identifiés comme souffrant de stress post-traumatique, de « lâches ». Dans de nombreux ordres, il démontra l'intérêt qu'il portait au bien-être de ses soldats et s'arrangeait pour fournir du ravitaillement supplémentaire ainsi que des couvertures, des paires de chaussettes et d'autres objets habituellement rares sur le front.

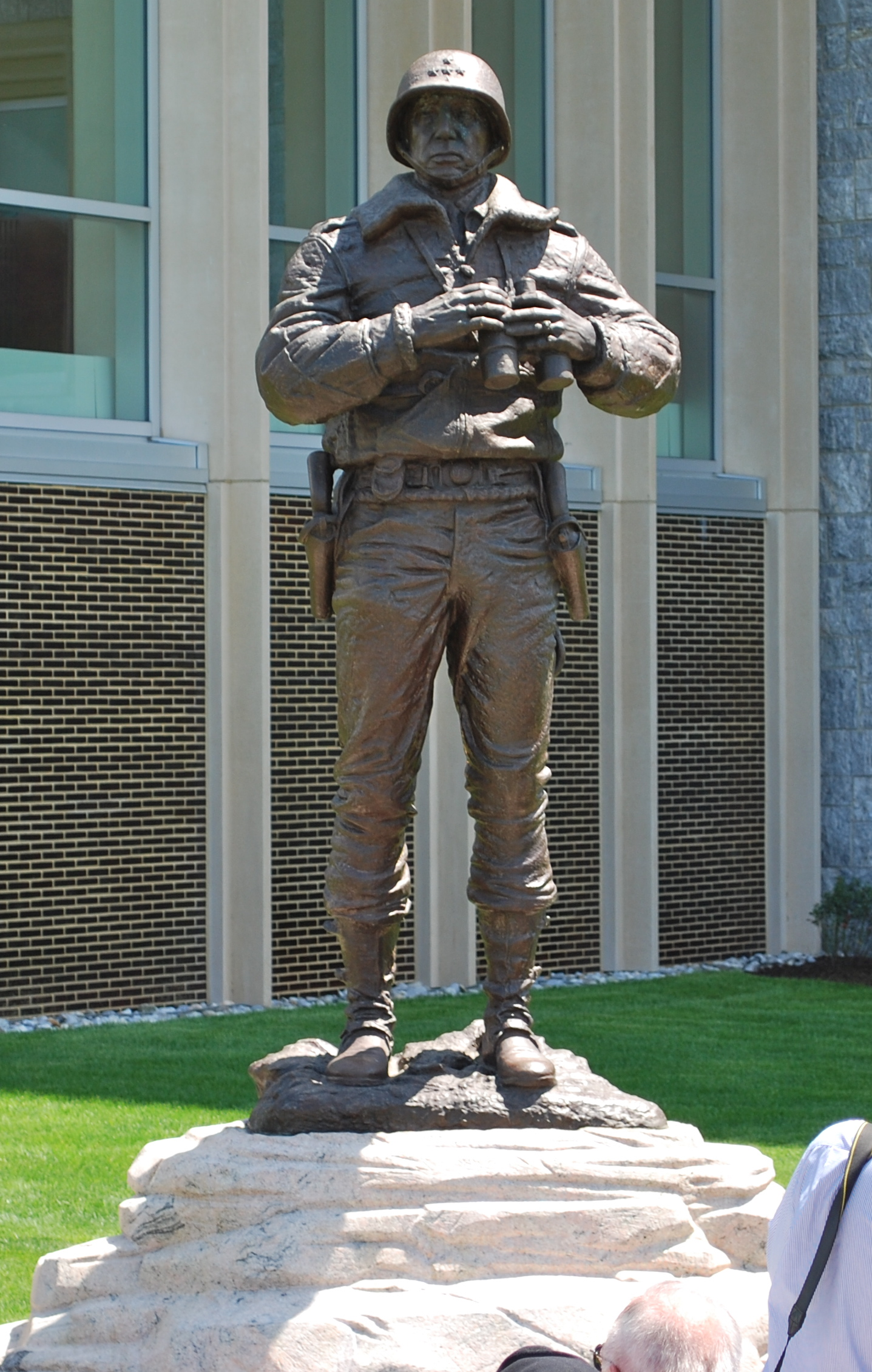
Statue de Patton à l'Académie militaire de West Point.

Patton exprima sans honte ses opinions racistes tout au long de sa vie. Ces dernières étaient probablement liées à sa jeunesse privilégiée et à ses racines familiales dans le Sud des États-Unis. Il écrivit ainsi en privé sur les soldats afro-américains : « Individuellement, ils sont de bons soldats mais j'ai par le passé exprimé mon opinion, et n'ai jamais trouvé le besoin d'en changer, qu'un soldat de couleur ne réfléchit pas assez vite pour combattre dans un blindé. » Il affirma néanmoins que les performances étaient plus importantes que la race ou la religion : « Je me fous de ce qu'un homme peut être. Il peut être un nègre ou un juif mais s'il a la carrure et fait son devoir, il peut avoir tout ce que j'ai eu. » Après avoir lu le Coran et observé les Maghrébins, il écrivit à son épouse : « Viens de finir de lire le Coran, un livre intéressant. » Il indiqua néanmoins : « Il me semble évident que les enseignements fatalistes de Mahomet et la profonde dégradation des femmes sont les causes fondamentales du non-développement des Arabes… Il y a ici, je pense, matière à un éloquent sermon sur les vertus du christianisme. » Patton était impressionné par l'Union soviétique mais méprisait les Russes, qu'il qualifiait d'« ivrognes sans respect pour la vie humaine ». À la fin de sa vie, il exprima des opinions de plus en plus antisémites et anticommunistes, du fait des fréquentes controverses qu'il avait eues dans la presse.
Patton était aussi un passionné d'histoire. Il puisait dans les récits de César, Guillaume le Conquérant, Napoléon Ier ou Frédéric le Grand, une inspiration qui le galvanisait.

### Perception par les autres officiers
Le 1er février 1945, Eisenhower rédigea une note classant les capacités militaires des généraux américains en Europe. Bradley et le général d'aviation Carl A. Spaatz partageaient la première place suivis par Walter B. Smith tandis que Patton était en troisième position. Il expliqua son raisonnement dans une critique de 1946 du livre Patton and his Third Army : « George Patton était le plus brillant commandant d'armée en rase campagne que nos services aient pu produire. Mais son armée appartenait à une organisation et ses opérations n'étaient qu'un élément d'une grande campagne ». Eisenhower considérait que d'autres généraux comme Bradley devaient être félicités pour la planification des campagnes alliées victorieuses en Europe dans lesquelles Patton n'était qu'un « brillant exécutant ». Malgré cette estimation des capacités stratégiques de Patton, son refus de le limoger après l'incident des gifles en Sicile témoigne de ce qu'il pensait de sa valeur militaire. Eisenhower remarqua en privé que « Patton est indispensable à l'effort de guerre et l'un des garants de notre victoire ». Comme le secrétaire à la Guerre adjoint, John McCloy, dit à Eisenhower : « La remarque de Lincoln après les attaques contre Grant me vient à l'esprit quand je pense à Patton : « Je ne peux pas me passer de cet homme, il se bat» ». Après la mort de Patton, Eisenhower lui rendit un hommage appuyé : « Il était l'un de ces hommes nés pour être soldat... Il n'est pas exagéré de dire que le nom de Patton fait régner la terreur dans le cœur de l'ennemi ».

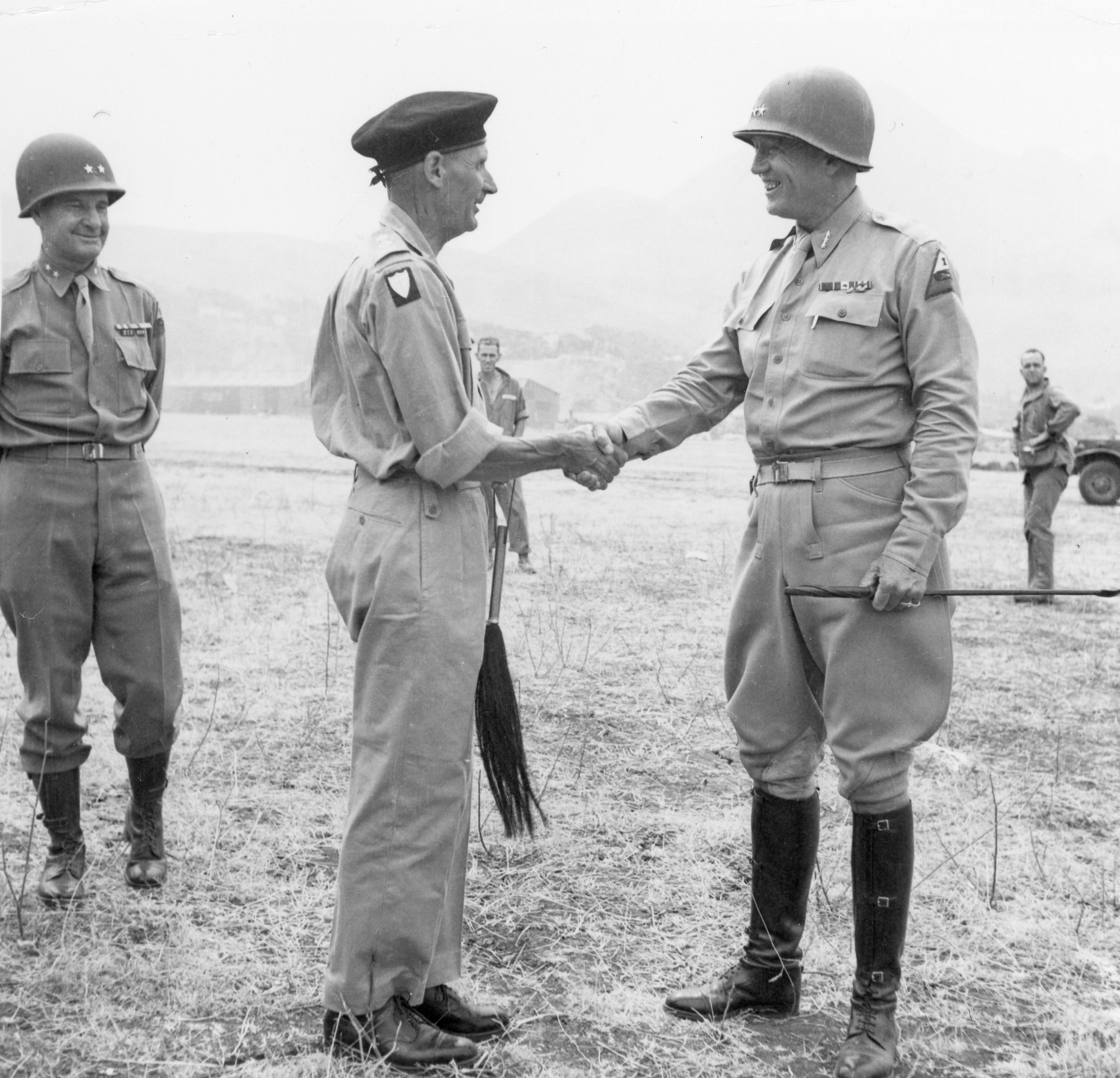
Patton (à droite) serre la main de Montgomery à Palerme en 1943.

Patton fut sévèrement critiqué par Bradley dans ses mémoires et il écrivit que s'il avait été son supérieur en Sicile en 1943, il ne l'aurait pas simplement immédiatement relevé de son commandement mais « n'aurait plus rien voulu avoir à faire avec lui ». Les deux hommes avaient des personnalités complètement opposées et de nombreux éléments témoignent du fait que Bradley le détestait autant sur le plan personnel que professionnel,. Le président Franklin D. Roosevelt semblait estimer grandement Patton et ses talents : « Il est notre plus grand général et un pur bonheur ». À l'inverse, son successeur Harry S. Truman semble avoir eu une antipathie immédiate envers Patton et il compara MacArthur et lui à George A. Custer.
En majorité, les commandants britanniques ne tenaient pas Patton en grande estime. Le maréchal Alan Brooke écrivit en janvier 1943 : « J'ai entendu parler de lui mais je dois avouer que sa personnalité aventurière dépasse toutes mes espérances. Un commandant fringant, courageux, surexcité et déséquilibré, adapté pour les opérations demandant une charge et une percée mais perdant dans toute opération nécessitant habileté et jugement ». L'une des possibles exceptions était Montgomery. Même si la rivalité entre les deux hommes est bien connue, Montgomery semble avoir admiré la capacité de commandement de Patton sur le terrain, même s'il était plus critique sur son jugement stratégique. Les autres commandants alliés étaient plus enthousiastes. Le général français Henri Giraud fut incrédule quand il apprit son limogeage en 1945 et l'invita à Paris pour être décoré par le président Charles de Gaulle lors d'une cérémonie officielle. Lors du dîner, de Gaulle donna un discours plaçant les réussites de Patton au niveau de celles de Napoléon. Le dirigeant soviétique Joseph Staline était également un admirateur et affirma que l'Armée rouge n'aurait jamais pu planifier ou exécuter la progression fulgurante des colonnes blindées de Patton en France.
Si les opinions des commandants alliés étaient partagées, le haut-commandement allemand avait, après 1943, plus d'estime pour lui que pour tout autre officier allié. Adolf Hitler en aurait parlé comme de « ce général cow-boy fou ». Alfred Jodl, le chef d'état-major de l'armée allemande déclara que Patton était « le Guderian américain... Il prenait de grands risques et remportait de grandes victoires ». Faisant référence à la retraite de l'Afrikakorps après la bataille d'El Alamein, le général Fritz Bayerlein indiqua : « Je ne pense pas que le général Patton nous aurait permis de nous en tirer aussi facilement ». Dans un entretien réalisé pour le journal Stars and Stripes peu après sa capture, le maréchal Gerd von Rundstedt déclara simplement de Patton : « Il est votre meilleur élément ».

### Dissimulation de crime de guerre
Dans son journal, Patton évoque le massacre de Chenogne, commis le 1er janvier 1945 par la 11e division blindée en réaction au massacre de Malmedy commis par les SS : « (les troupes) ont aussi mis à mort 50 Allemands. J'espère que nous pourrons le cacher (I hope we can conceal this) ».

## Ordres, décorations et médailles

### Décorations et médailles américaines
| Bronze oak leaf cluster                               | Distinguished Service Cross avec une feuille de chêne en bronze                                       |
| Bronze oak leaf cluster · Bronze oak leaf cluster     | Army Distinguished Service Medal avec deux feuilles de chêne en bronze                                |
|                                                       | Navy Distinguished Service Medal                                                                      |
| Bronze oak leaf cluster                               | Silver Star avec une feuille de chêne en bronze                                                       |
|                                                       | Legion of Merit                                                                                       |
|                                                       | Bronze Star Medal                                                                                     |
| width=                                                | Purple Heart                                                                                          |
|                                                       | Silver Lifesaving Medal                                                                               |
|                                                       | Mexican Border Service Medal                                                                          |
| Bronze star · Bronze star · Bronze star · Bronze star | World War I Victory Medal avec quatre étoiles de service en bronze                                    |
|                                                       | American Defense Service Medal                                                                        |
| Silver star · Bronze star · Bronze star               | European-African-Middle Eastern Campaign Medal avec une étoile de service en argent et deux en bronze |
|                                                       | World War II Victory Medal                                                                            |
|                                                       | Army of Occupation Medal avec agrafe « Germany » (posthume)                                           |

### Ordres et décorations étrangères
Belgique
|  | Grand officier de l'ordre de Léopold avec palme |
|  | Croix de guerre 1940-1945 avec palme            |

Tchécoslovaquie
|  | Grand-croix de l'ordre militaire du Lion Blanc (en) |
|  | Croix de guerre 1939-1945                           |

France
|  | Grand officier de la Légion d'honneur           |
|  | Croix de guerre 1914-1918 avec étoile de bronze |
|  | Croix de guerre 1939-1945 avec palme            |
|  | Médaille de la France libérée (posthume)        |

Luxembourg
|  | Grand-croix de l'ordre d'Adolphe de Nassau |
|  | Croix de guerre 1940-1945                  |

Maroc
|  | Grand-croix de l'ordre du Ouissam alaouite |

Russie / Union soviétique
|  | Ordre de Koutouzov (1re classe) |

Royaume-Uni
|  | Chevalier commandeur de l'ordre du Bain                       |
|  | Chevalier commandeur de l'ordre de l'Empire britannique (KBE) |

### Membre d'honneur
Le 19 juin 1943, en Tunisie, le général Patton est fait membre d'honneur du 2e régiment de tirailleurs algériens (2e RTA), ainsi que les généraux Bradley et Gaffey (en), et l'aide de camps de Patton, le major Richard N. Jenson, tué en Tunisie. Le lieutenant André Biard, futur général d'armée et grand chancelier de la Légion d'honneur, porte le drapeau au moment de la cérémonie.